# Château-Landon
Pour les articles homonymes, voir Château (homonymie), Landon et Château-Landon (homonymie).
Château-Landon est une commune française située dans le département de Seine-et-Marne, en région Île-de-France.
En 2022, elle compte 3 150 habitants.

## Géographie

### Localisation
La commune de Château-Landon se trouve dans le département de Seine-et-Marne, en région Île-de-France.

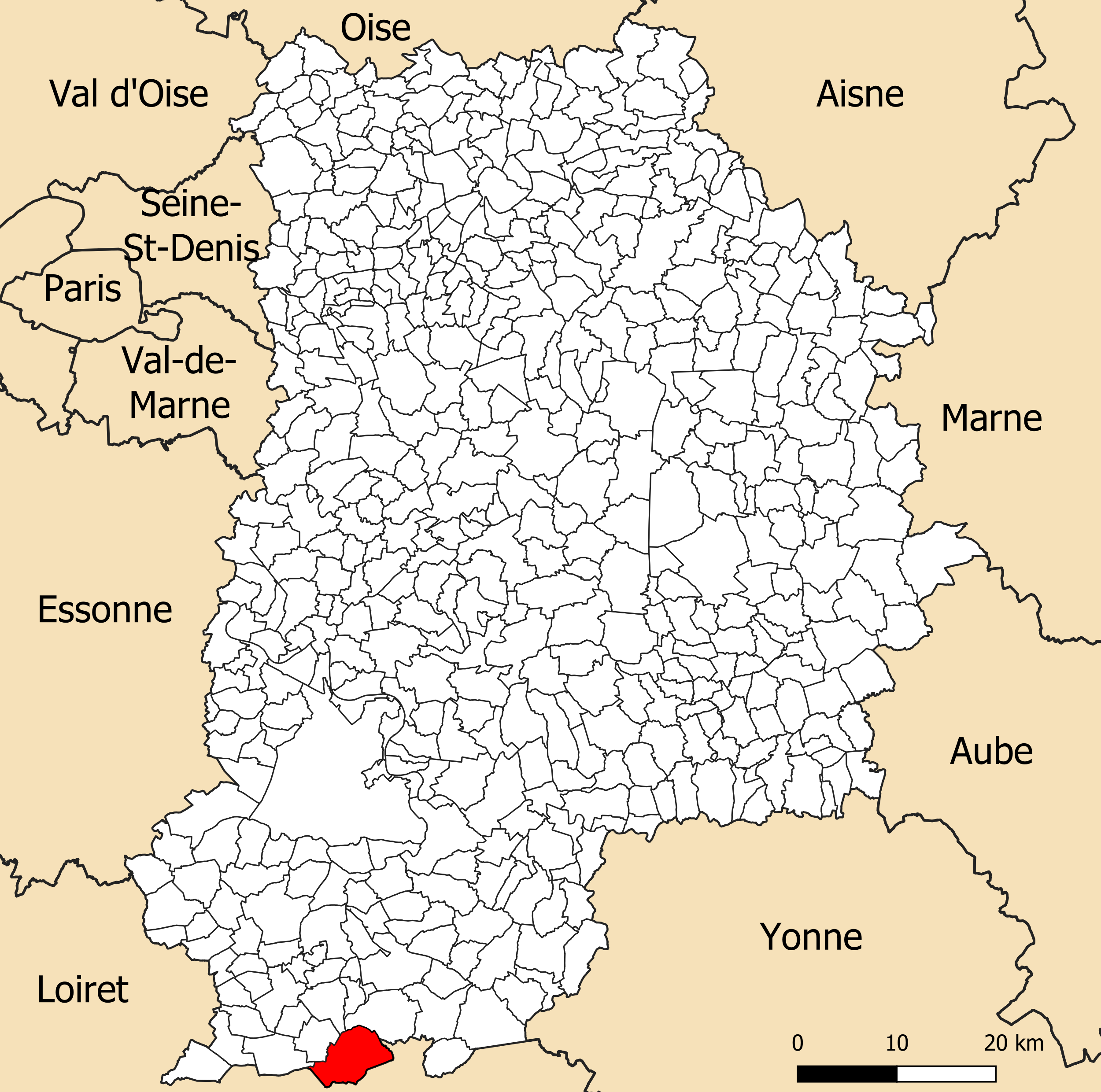
Localisation de Château-Landon dans le département de Seine-et-Marne.

Elle se situe à 54,77 km par la route de Melun, préfecture du département, à 38,25 km de Fontainebleau, sous-préfecture, et à 14,70 km de Nemours, bureau centralisateur du canton de Nemours dont dépend la commune depuis 2015. 
La commune fait en outre partie du bassin de vie de Souppes-sur-Loing.

### Communes limitrophes

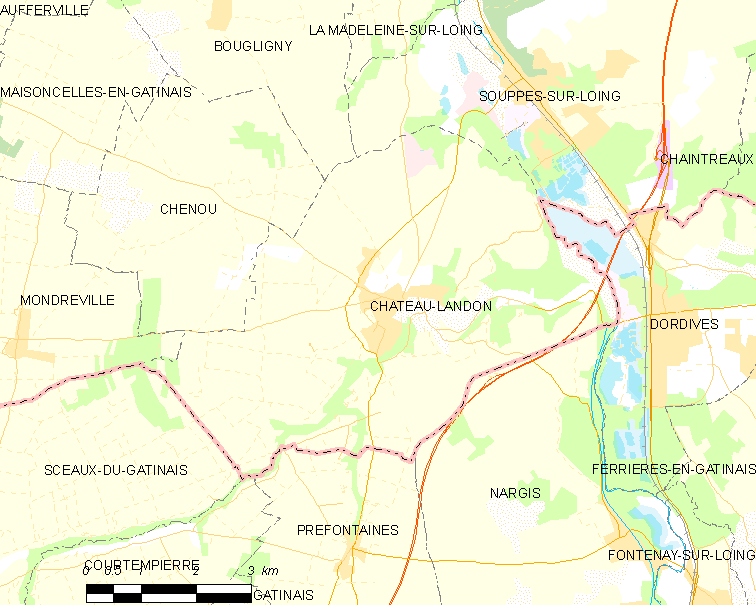
Carte des communes limitrophes de Château-Landon.

Les communes les plus proches sont : 
Chenou (3,6 km), Souppes-sur-Loing (4,6 km), Préfontaines (4,6 km), Dordives (5,0 km), Nargis (6,0 km), La Madeleine-sur-Loing (6,0 km), Bougligny (6,1 km), Mondreville (6,8 km).
| Chenou                                     | Bougligny             | Souppes-sur-Loing |
| Mondreville                                | Château-Landon        | Dordives (Loiret) |
| Sceaux-du-Gâtinais, Courtempierre (Loiret) | Préfontaines (Loiret) | Nargis (Loiret)   |

### Géologie et relief
Le territoire de la commune se situe dans le sud du Bassin parisien, plus précisément au nord de la région naturelle du Gâtinais. Les paysages sont constitués d'un grand plateau de calcaire lacustre recouvert d'une
couche de lœss. Ce calcaire siliceux, très dur, mêlé à des marnes de différentes couleurs, et souvent caverneux (phénomène de meuliérisation), est reconnaissable à ses vacuoles étirées remplies de cristaux de calcite et à sa patine blanche (elle a la propriété de blanchir au contact de l'eau de pluie en exsudant du calcin). Cette roche est une excellente pierre de construction. Elle est encore exploitée de façon industrielle à Souppes-sur-Loing sous le nom de « pierre de Souppes » qui a fourni des pierres pour de très nombreux monuments, notamment parisiens comme l'arc de triomphe de l'Étoile (à partir de 1806), la basilique du Sacré-Cœur de Montmartre (à partir de 1878), les assises de la tour Eiffel (1889), des parties du palais du Louvre et des Tuileries (1908).
Géologiquement intégré au bassin parisien, qui est une région géologique sédimentaire, l'ensemble des terrains affleurants de la commune sont issus de l'ère géologique Cénozoïque (des périodes géologiques s'étageant du Paléogène au Quaternaire) et du Crétacé supérieur,.

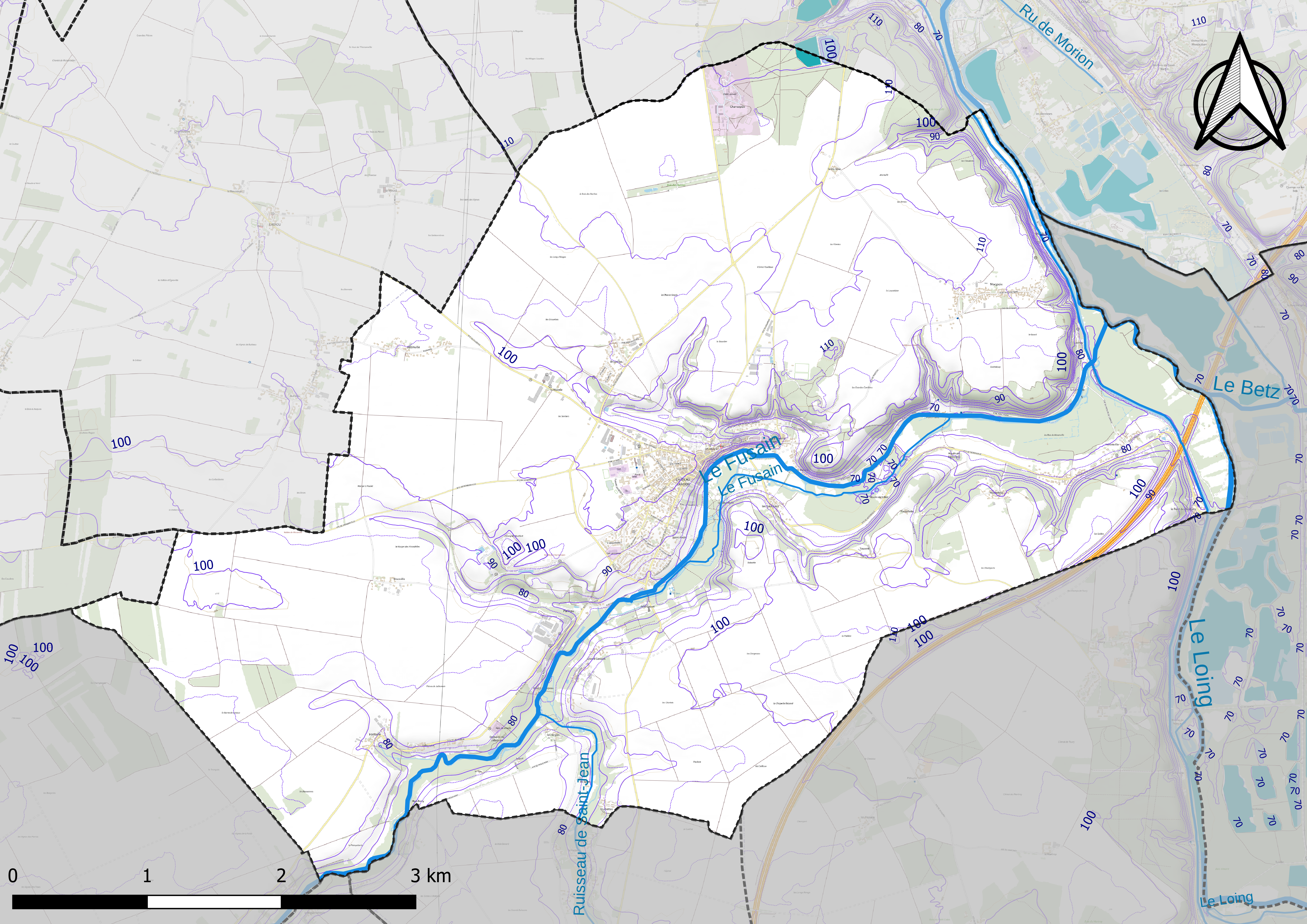
Carte du relief de Château-Landon.
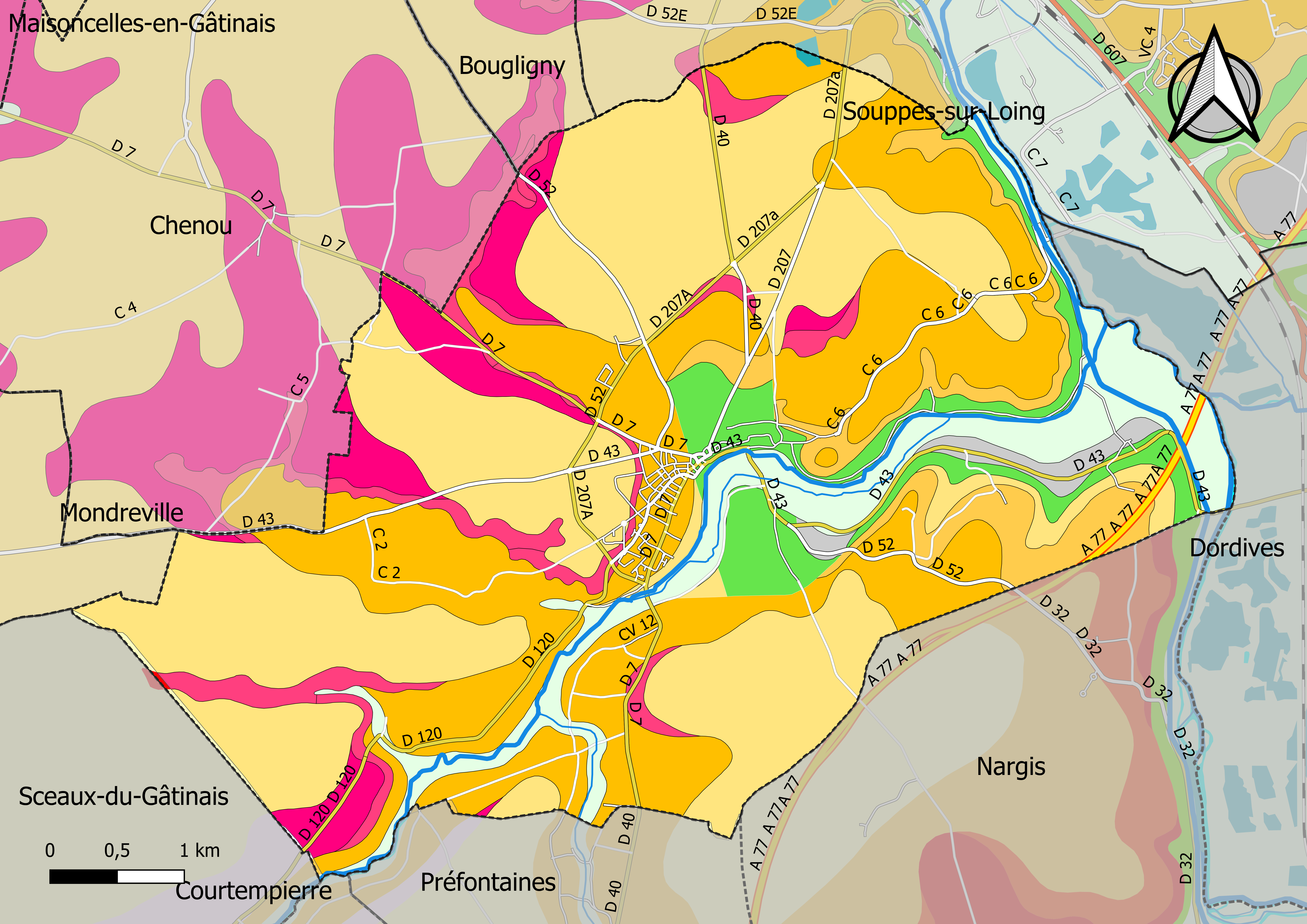
Carte géologique vectorisée et harmonisée de Château-Landon.
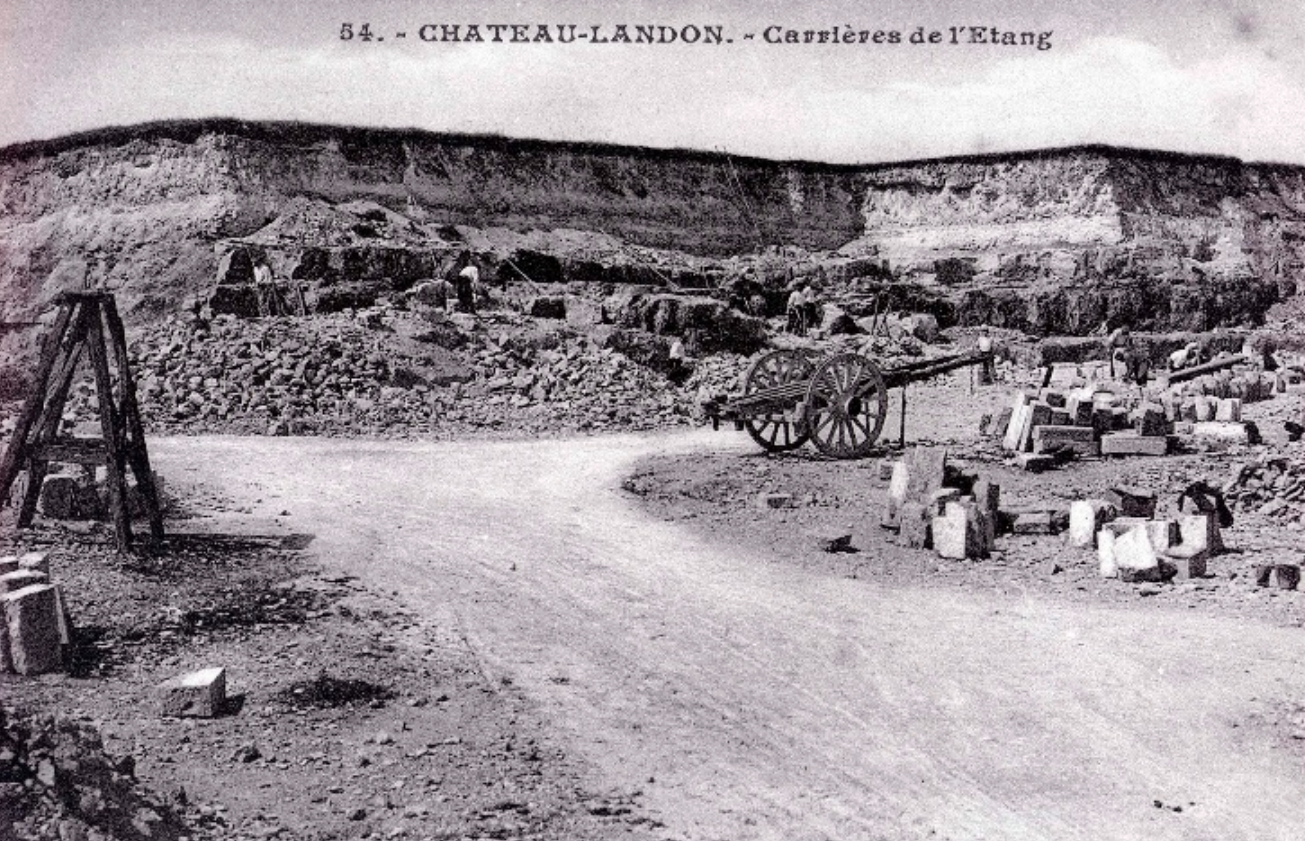
Carrière exploitant le calcaire de Château-Landon vers 1900, au lieu-dit les Carrières de l'Étang de Montfort[Note 3].

|  | LP : | Limon des plateaux de composition argilo-marneuse.                                                             |
|  | Fz : | Alluvions récentes : limons, argiles, sables, tourbes localement.                                              |
|  | Fy : | Alluvions anciennes (basse terrasse de 0–10 m) : sables et graviers, colluvions, alluvions et apports éoliens. |

|  | Rc : | Argiles à silex (Tertiaire à actuel) . |

|  | g1CE :  | Calcaire d'Étampes, meulières, marnes, calcaires du Gâtinais.                                        |
|  | g1GF :  | Grès de Fontainebleau en place ou remaniés (grésification quaternaire de sables Stampiens dunaires). |
|  | g1SF :  | Sables de Fontainebleau, accessoirement grès en place ou peu remanié (versant).                      |
|  | g1CCb : | Calcaire marin à Cardita bazini (niveau de Pierrefitte).                                             |

|  | e7C :  | Calcaire de Champigny, Calcaire de Château-Landon, marnes de Nemours.             |
|  | e4PP : | Poudingue à chailles conglomérat à silex, formation de Pers-en-Gâtinais (Loiret). |

|  | C5Cr-BE : | Craie blanche à silex à Belemnitida. |

### Hydrographie

#### Réseau hydrographique

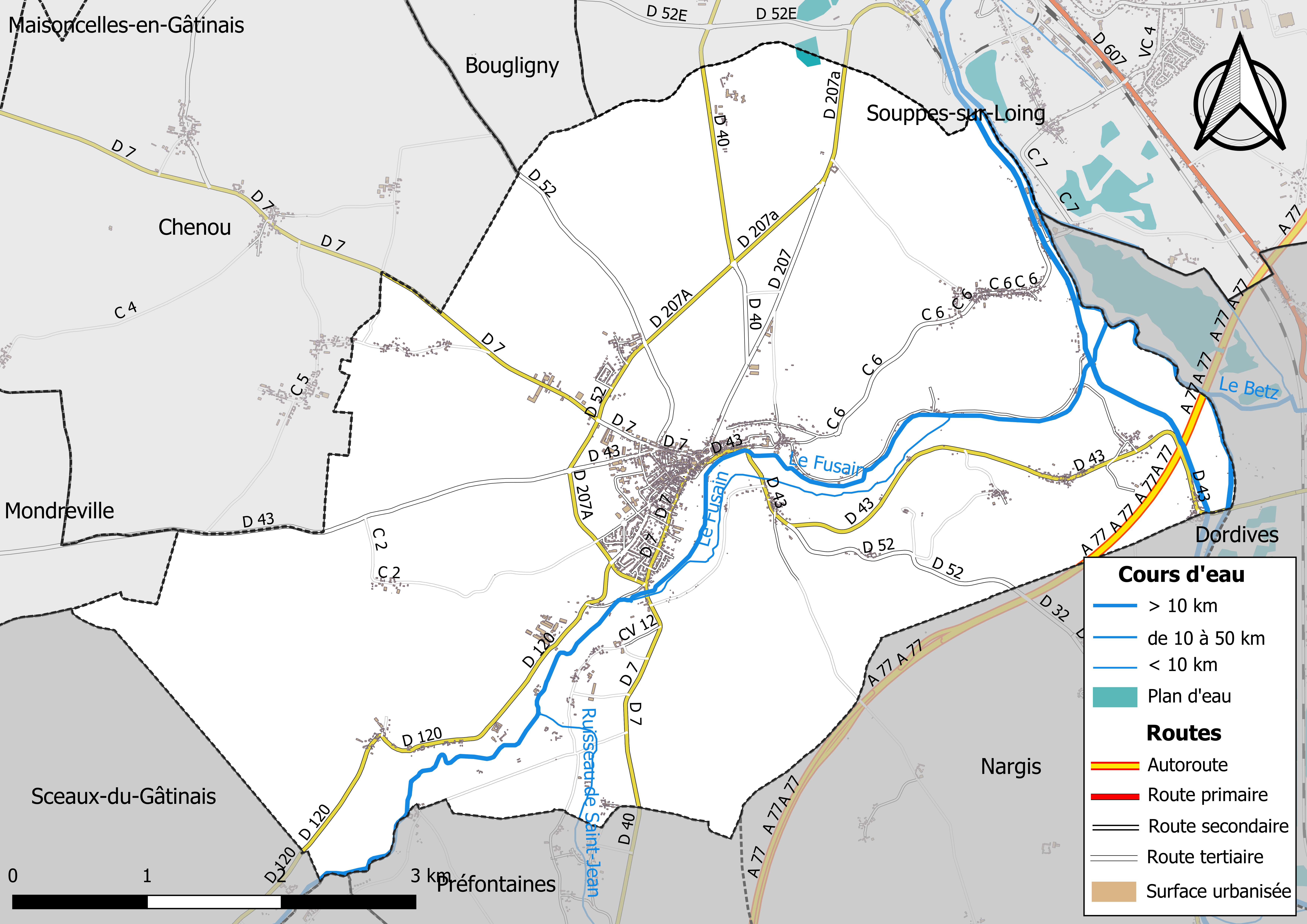
Carte des réseaux hydrographique et routier de Château-Landon.

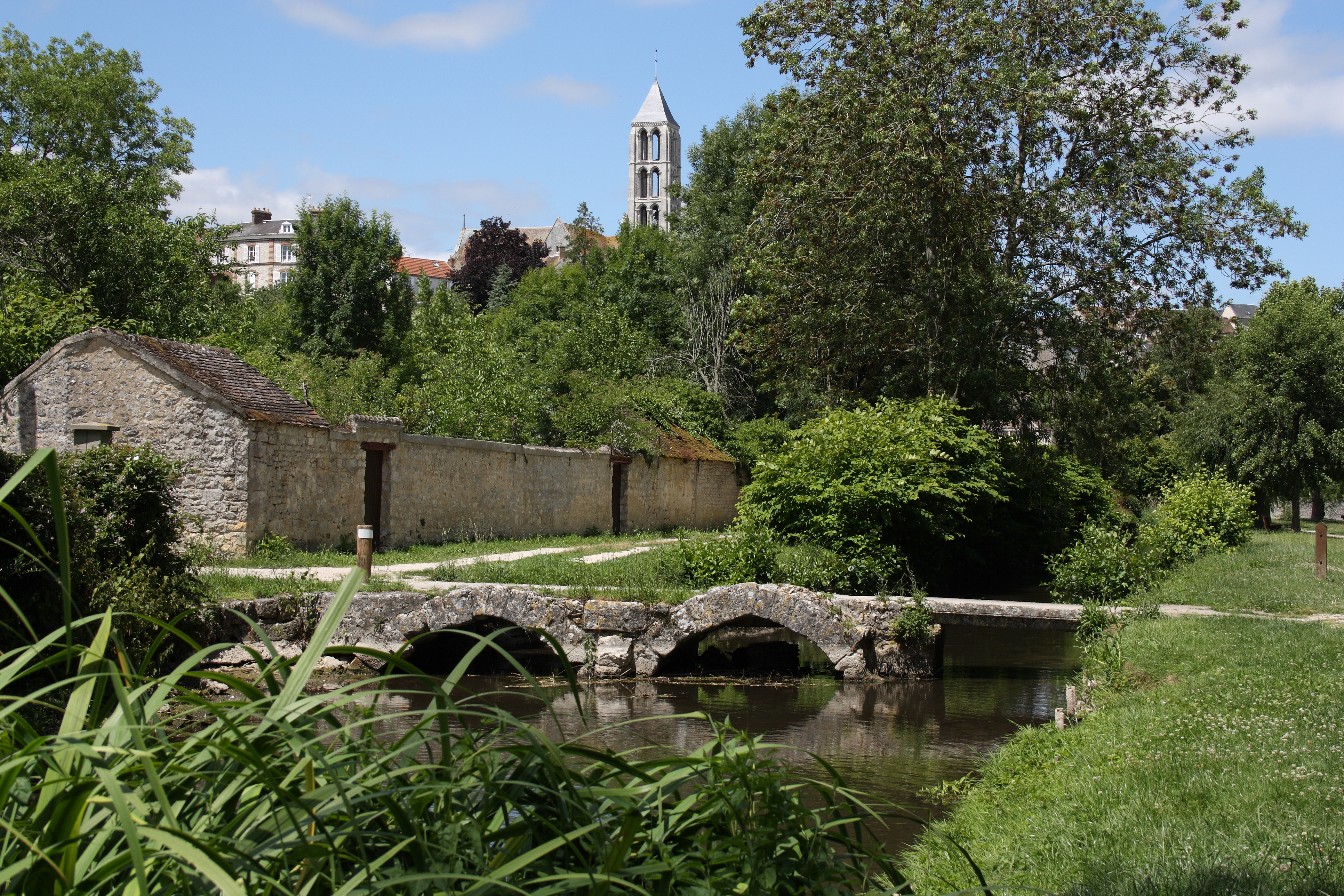
Le Fusain en bas de la rue de la Tabarderie.

Le réseau hydrographique de la commune se compose de cinq cours d'eau référencés :
- la rivière le Loing, longue de 142,73 km[9], affluent en rive gauche de la Seine, en bordure est de la commune ;
  - le Fusain, 34,40 km[10], affluent du Loing ;
    - un bras du Fusain, 3,31 km[11] ;
    - le ruisseau de Saint-Jean, 3,31 km[12], affluent du Fusain ;

  - le canal du Loing, 47,84 km[13], conflue avec le  Loing ;

Le canal  01 de Cercanceaux, de 2,55 km, conflue avec le  Loing à la limite nord-est de la commune, sans la traverser.
La longueur totale des cours d'eau sur la commune est de 18,57 km.

#### Gestion des cours d'eau
Afin d’atteindre le bon état des eaux imposé par la Directive-cadre sur l'eau du 23 octobre 2000, plusieurs outils de gestion intégrée s’articulent à différentes échelles : le SDAGE, à l’échelle du bassin hydrographique, et le SAGE, à l’échelle locale. Ce dernier fixe les objectifs généraux d’utilisation, de mise en valeur et de protection quantitative et qualitative des ressources en eau superficielle et souterraine. Le département de Seine-et-Marne est couvert par six SAGE, au sein du bassin Seine-Normandie.
La commune fait partie du SAGE « Nappe de Beauce et milieux aquatiques associés », approuvé le 11 juin 2013. Le territoire de ce SAGE couvre deux régions, six départements et compte 681 communes, pour une superficie de 9 722 km2. Le pilotage et l’animation du SAGE sont assurés par le Syndicat mixte du pays Beauce Gâtinais en Pithiverais, qualifié de « structure porteuse ».

### Climat
Pour des articles plus généraux, voir Climat de l'Île-de-France et Climat de Seine-et-Marne.
En 2010, le climat de la commune est de type climat océanique dégradé des plaines du Centre et du Nord, selon une étude du CNRS s'appuyant sur une série de données couvrant la période 1971-2000. En 2020, Météo-France publie une typologie des climats de la France métropolitaine dans laquelle la commune est exposée à un climat océanique altéré et est dans la région climatique Nord-est du bassin Parisien, caractérisée par un ensoleillement médiocre, une pluviométrie moyenne régulièrement répartie au cours de l’année et un hiver froid (3 °C).
Pour la période 1971-2000, la température annuelle moyenne est de 11,1 °C, avec une amplitude thermique annuelle de 15,7 °C. Le cumul annuel moyen de précipitations est de 704 mm, avec 11,1 jours de précipitations en janvier et 7,5 jours en juillet. Pour la période 1991-2020, la température moyenne annuelle observée sur la station météorologique la plus proche, située sur la commune de Nemours à 13 km à vol d'oiseau, est de 12,0 °C et le cumul annuel moyen de précipitations est de 690,3 mm,. Pour l'avenir, les paramètres climatiques de la commune estimés pour 2050 selon différents scénarios d'émission de gaz à effet de serre sont consultables sur un site dédié publié par Météo-France en novembre 2022.

### Milieux naturels et biodiversité

#### Espaces protégés
La protection réglementaire est le mode d’intervention le plus fort pour préserver des espaces naturels remarquables et leur biodiversité associée,.
Un  espace protégé est présent sur la commune : la zone centrale de la réserve de biosphère « Fontainebleau et Gâtinais », créée en 1998 et d'une superficie totale de 150 544 ha (46 056 ha pour la zone centrale). Cette réserve de biosphère, d'une grande biodiversité, comprend trois grands ensembles : une grande moitié ouest à dominante agricole, l’emblématique forêt de Fontainebleau au centre, et le Val de Seine à l’est. La structure de coordination est l'Association de la Réserve de biosphère de Fontainebleau et du Gâtinais, qui comprend un conseil scientifique et un Conseil Education, unique parmi les Réserves de biosphère françaises,.

#### Réseau Natura 2000

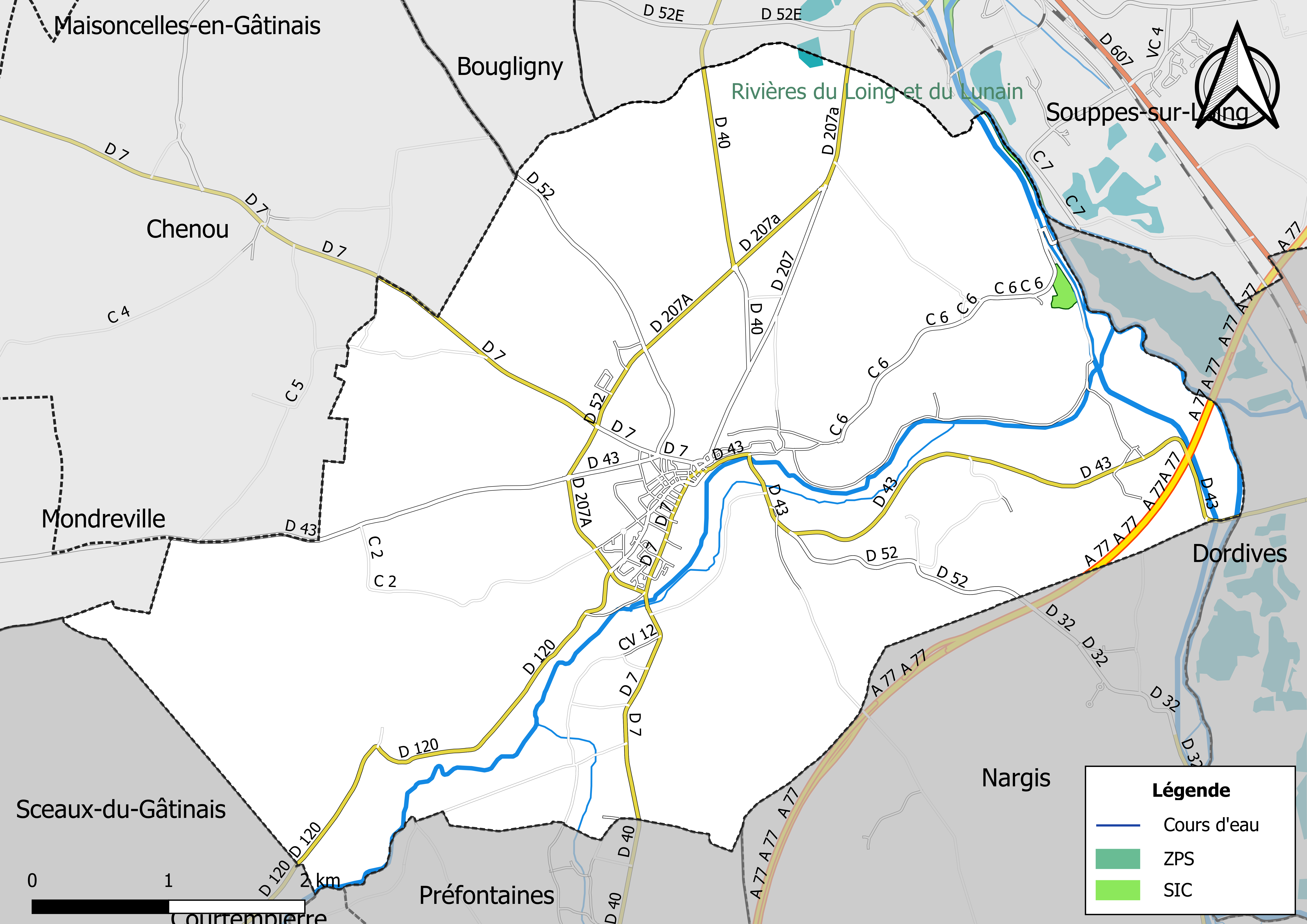
Sites Natura 2000 sur le territoire communal.

Le réseau Natura 2000 est un réseau écologique européen de sites naturels d’intérêt écologique élaboré à partir des Directives « Habitats » et « Oiseaux ». Ce réseau est constitué de Zones spéciales de conservation (ZSC) et de Zones de protection spéciale (ZPS). Dans les zones de ce réseau, les États Membres s'engagent à maintenir dans un état de conservation favorable les types d'habitats et d'espèces concernés, par le biais de mesures réglementaires, administratives ou contractuelles.
Deux sites Natura 2000 ont été définis sur la commune au titre de la « directive Habitats » : 
- les « Rivières du Loing et du Lunain », d'une superficie de 400 ha, deux vallées de qualité remarquable pour la région Île-de-France accueillant des populations piscicoles diversifiées dont le Chabot, la Lamproie de Planer, la Loche de Rivière et la Bouvière[31],[32] ;
- la « Carrière de Mocpoix », d'une superficie de 3,8 ha, une ancienne carrière calcaire hébergeant quatre espèces de chiroptères d’intérêt communautaire figurant à l’annexe II et 3 espèces classées à l’annexe IV de la directive » Habitats, Faune, Flore »[33],[34] ;

#### Zones naturelles d'intérêt écologique, faunistique et floristique
L’inventaire des zones naturelles d'intérêt écologique, faunistique et floristique (ZNIEFF) a pour objectif de réaliser une couverture des zones les plus intéressantes sur le plan écologique, essentiellement dans la perspective d’améliorer la connaissance du patrimoine naturel national et de fournir aux différents décideurs un outil d’aide à la prise en compte de l’environnement dans l’aménagement du territoire.
Le territoire communal de Château-Landon comprend trois ZNIEFF de type 1, : 
- la « Carrière souterraine de Mocpoix » (4,1 ha)[36] ;
- le « Coteau du Bourdon » (1,52 ha)[37] ;
- « les Pâtures de Néronville » (56,07 ha)[38] ;

et une ZNIEFF de type 2,, 
la « vallée du Loing entre Nemours et Dordives » (1 059,63 ha), couvrant 7 communes dont 1 dans le Loiret et 6 en Seine-et-Marne.

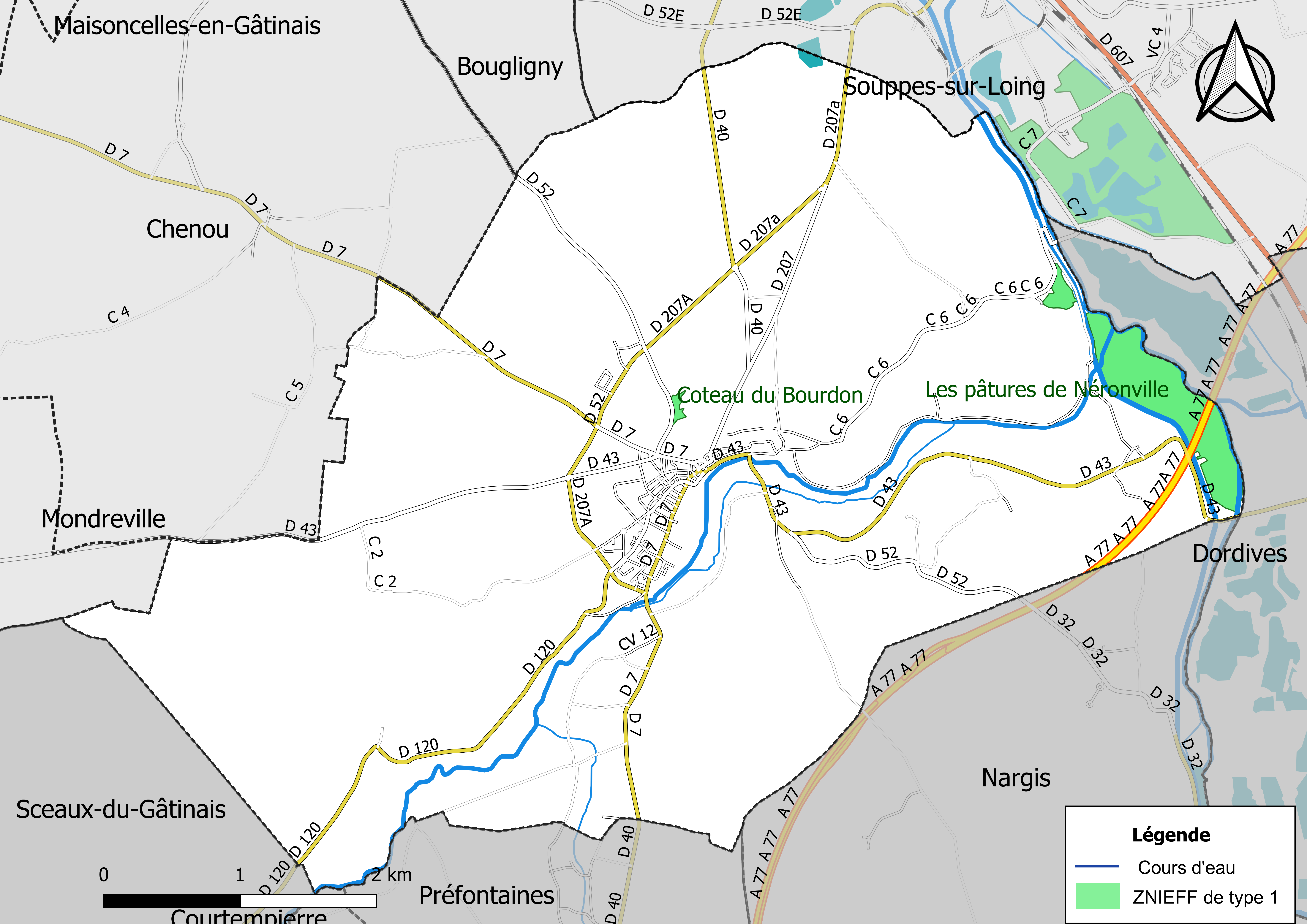
Carte des ZNIEFF de type 1 de la commune.
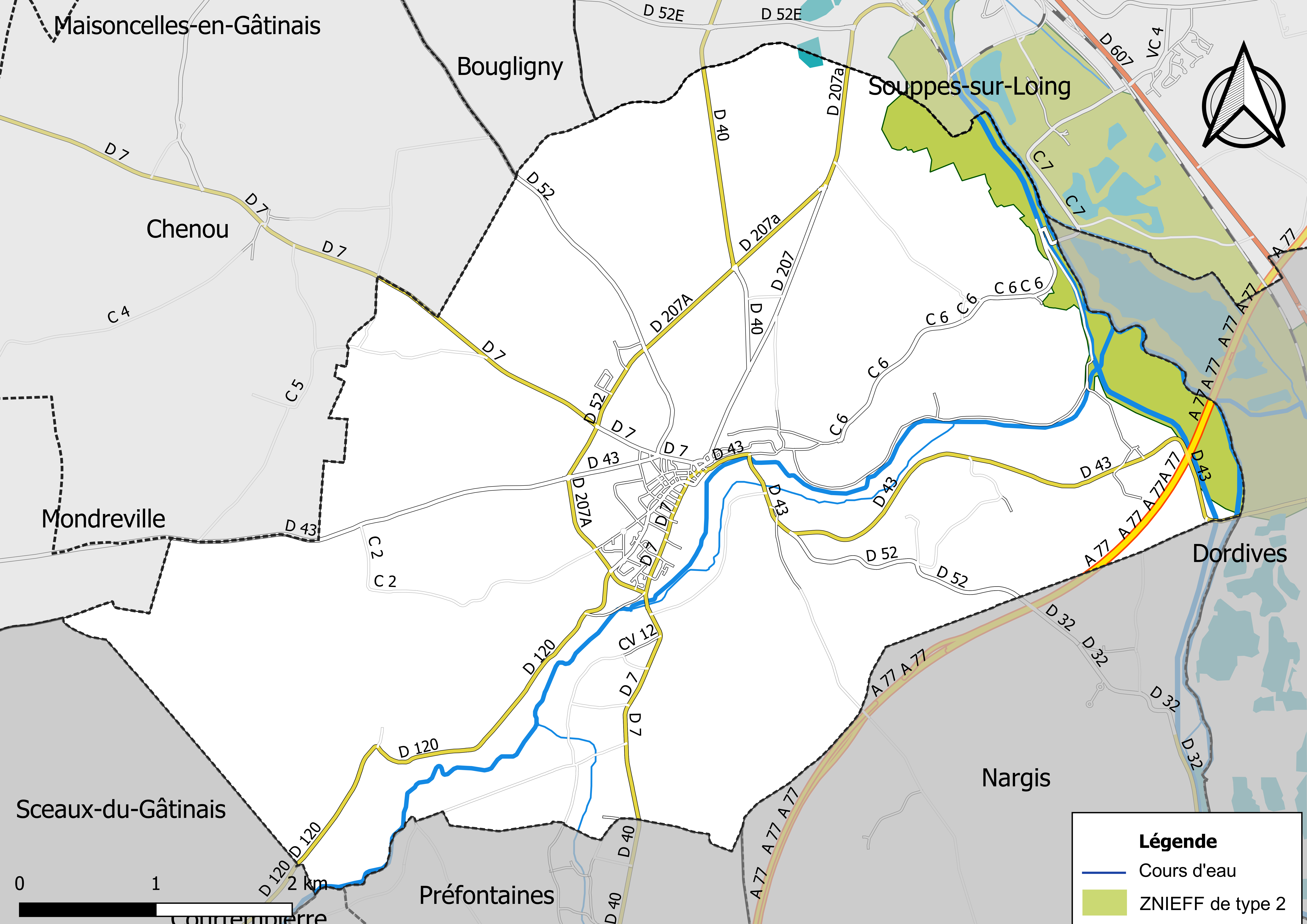
Carte des ZNIEFF de type 2 de la commune.

## Urbanisme

### Typologie
Au 1er janvier 2024, Château-Landon est catégorisée bourg rural, selon la nouvelle grille communale de densité à sept niveaux définie par l'Insee en 2022.
Elle appartient à l'unité urbaine de Château-Landon, une unité urbaine monocommunale constituant une ville isolée,. Par ailleurs la commune fait partie de l'aire d'attraction de Paris, dont elle est une commune de la couronne,. Cette aire regroupe 1 929 communes,.

### Occupation des sols
L'occupation des sols de la commune, telle qu'elle ressort de la base de données européenne d’occupation biophysique des sols Corine Land Cover (CLC), est marquée par l'importance des territoires agricoles (81,4 % en 2018), en diminution par rapport à 1990 (83,1 %). La répartition détaillée en 2018 est la suivante : 
terres arables (73,24 %), 
forêts (13,14 %), 
zones agricoles hétérogènes (6,73 %), 
zones urbanisées (4,25 %), 
prairies (1,40 %), 
zones industrielles ou commerciales et réseaux de communication (0,90 %), 
eaux continentales (0,25 %), 
mines, décharges et chantiers (0,07% ).
| Type d’occupation | 1990        | 1990    | 2018        | 2018    | Bilan     |
| --- | ----------- | ------- | ----------- | ------- | --------- |
| Territoires artificialisés (zones urbanisées, zones industrielles ou commerciales et réseaux de communication, mines, décharges et chantiers, espaces verts artificialisés ou non agricoles) | 105,00 ha   | 3,57 %  | 153,95 ha   | 5,23 %  | 48,96 ha  |
| Territoires agricoles (terres arables, cultures permanentes, cultures permanentes, zones agricoles hétérogènes)                                                                              | 2 446,63 ha | 83,14 % | 2 394,65 ha | 81,38 % | −51,99 ha |
| Forêts et milieux semi-naturels (forêts, milieux à végétation arbustive et/ou herbacée, cultures permanentes, zones agricoles hétérogènes, espaces ouverts sans ou avec peu de végétation)   | 388,97 ha   | 13,22 % | 386,79 ha   | 13,14 % | −2,18 ha  |
| Surfaces en eau (eaux continentales, eaux maritimes) | 2,01 ha     | 0,07 %  | 7,23 ha     | 0,25 %  | 5,21 ha   |

Parallèlement, L'Institut Paris Région, agence d'urbanisme de la région Île-de-France, a mis en place un inventaire numérique de l'occupation du sol de l'Île-de-France, dénommé le MOS (Mode d'occupation du sol), actualisé régulièrement depuis sa première édition en 1982. Réalisé à partir de photos aériennes, le Mos distingue les espaces naturels, agricoles et forestiers mais aussi les espaces urbains (habitat, infrastructures, équipements, activités économiques, etc.) selon une classification pouvant aller jusqu'à 81 postes, différente de celle de Corine Land Cover,,. L'Institut met également à disposition des outils permettant de visualiser par photo aérienne l'évolution de l'occupation des sols de la commune entre 1949 et 2018.

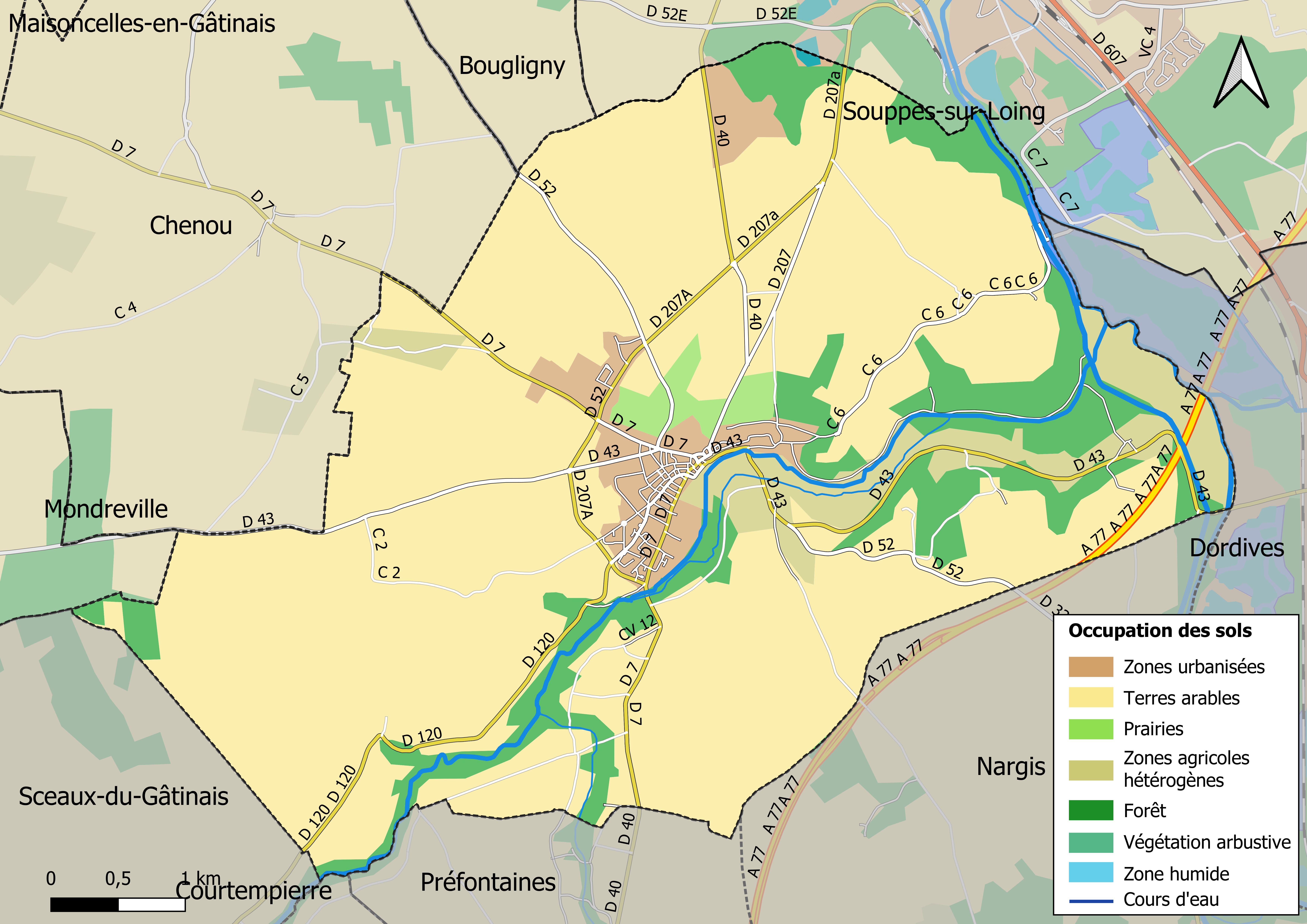
Carte des infrastructures et de l'occupation des sols en 2018 (CLC) de la commune.
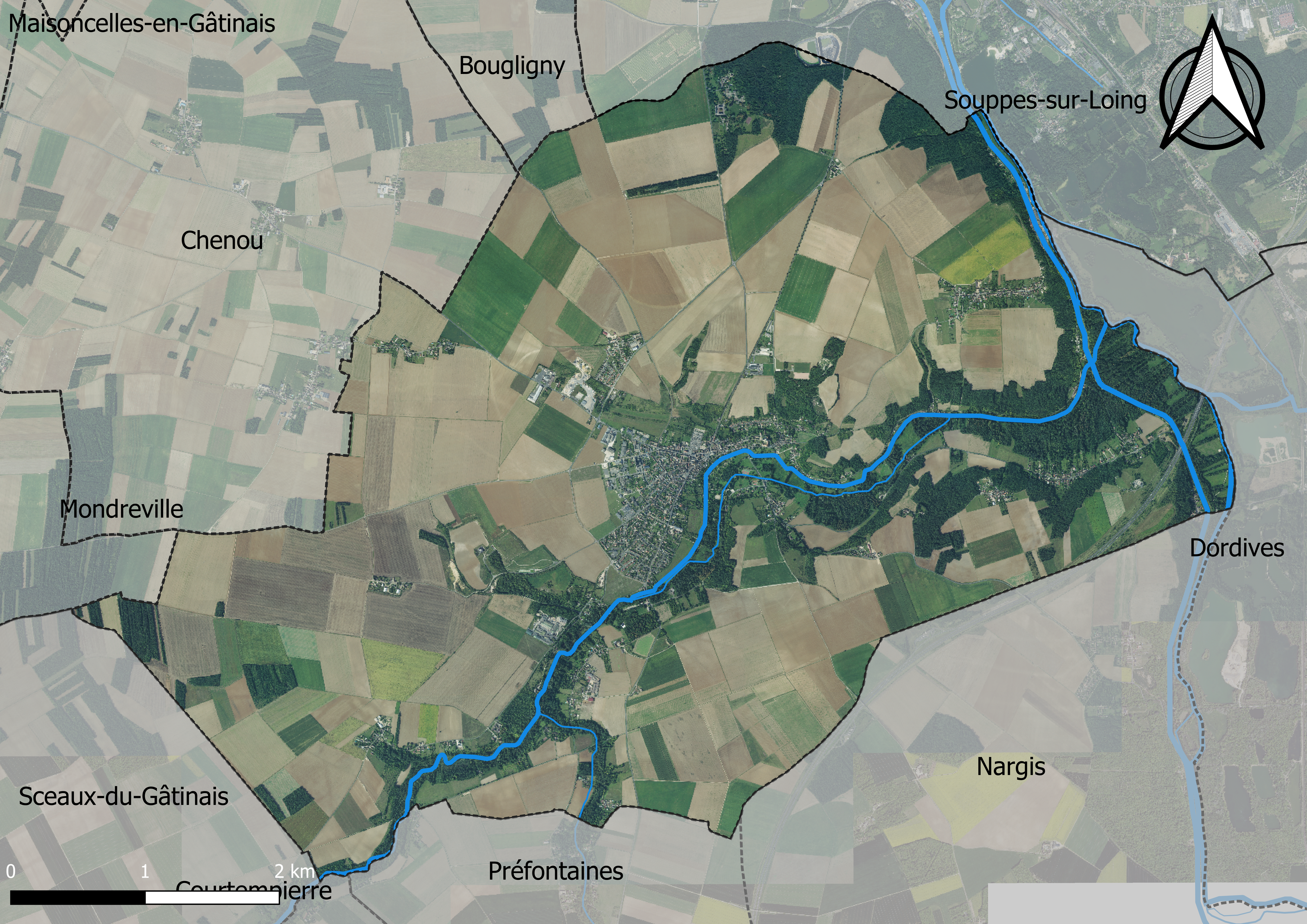
Carte orhophotogrammétrique de la commune.

### Planification
La loi SRU du 13 décembre 2000 a incité les communes à se regrouper au sein d’un établissement public, pour déterminer les partis d’aménagement de l’espace au sein d’un SCoT, un document d’orientation stratégique des politiques publiques à une grande échelle et à un horizon de 20 ans et s'imposant aux documents d'urbanisme locaux, les PLU (Plan local d'urbanisme). La commune est dans le territoire du SCOT Nemours Gâtinais, approuvé le 5 juin 2015 et porté par le syndicat mixte d’études et de programmation (SMEP) Nemours-Gâtinais.
La commune disposait en 2019 d'un plan local d'urbanisme en révision. Le zonage réglementaire et le règlement associé peuvent être consultés sur le Géoportail de l'urbanisme.

### Lieux-dits, écarts et quartiers

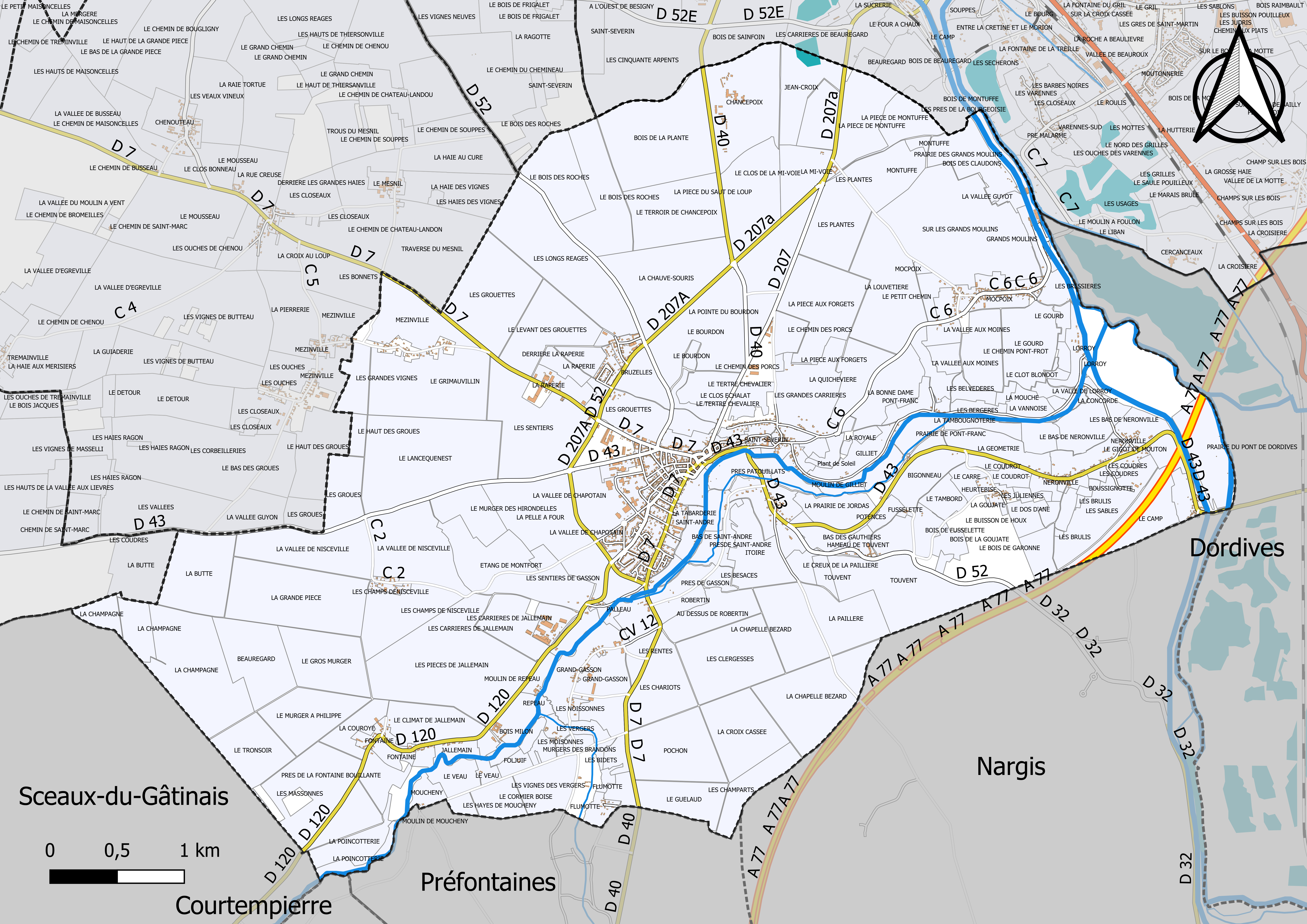
Carte du cadastre de la commune de Château-Landon.

Une trentaine de hameaux sont recensés autour de la commune (classés par ordre alphabétique) : Bigonneau, Bruzelles (entouré de champs, se situe à 1 km de Château-Landon), Chancepoix, Flumottes, Foljuif, Fontaine, Fusselette, Grand Gasson, Grands Moulins, Heurtebise, Jallemain, la Concorde, la Mi-Voie, la Planchette, la Raperie, le Pont de Dordives, le Veau, les Buttes de Lorroy, les Gauthiers, les Gillets, les Moulins de Repeau, les Salles, les Vergers, Lorroy, Mézinville, Mocpoix, Moucheny, Moulin de Gillets, Néronville, Nisceville, Palleau, Petit Gasson, Pont Franc et Touvent[réf. nécessaire].

### Logement
En 2016, le nombre total de logements dans la commune était de 1 687 dont 83,3 % de maisons et 12,2 % d’appartements.
Parmi ces logements, 73,7 % étaient des résidences principales, 8 % des résidences secondaires et 18,3 % des logements vacants.
La part des ménages propriétaires de leur résidence principale s’élevait à 72,6 % contre 24,9 % de locataires, dont 4,9 % de logements HLM loués vides (logements sociaux) et 2,5 % logés gratuitement.

### Voies de communication et transports

#### Voies de communication

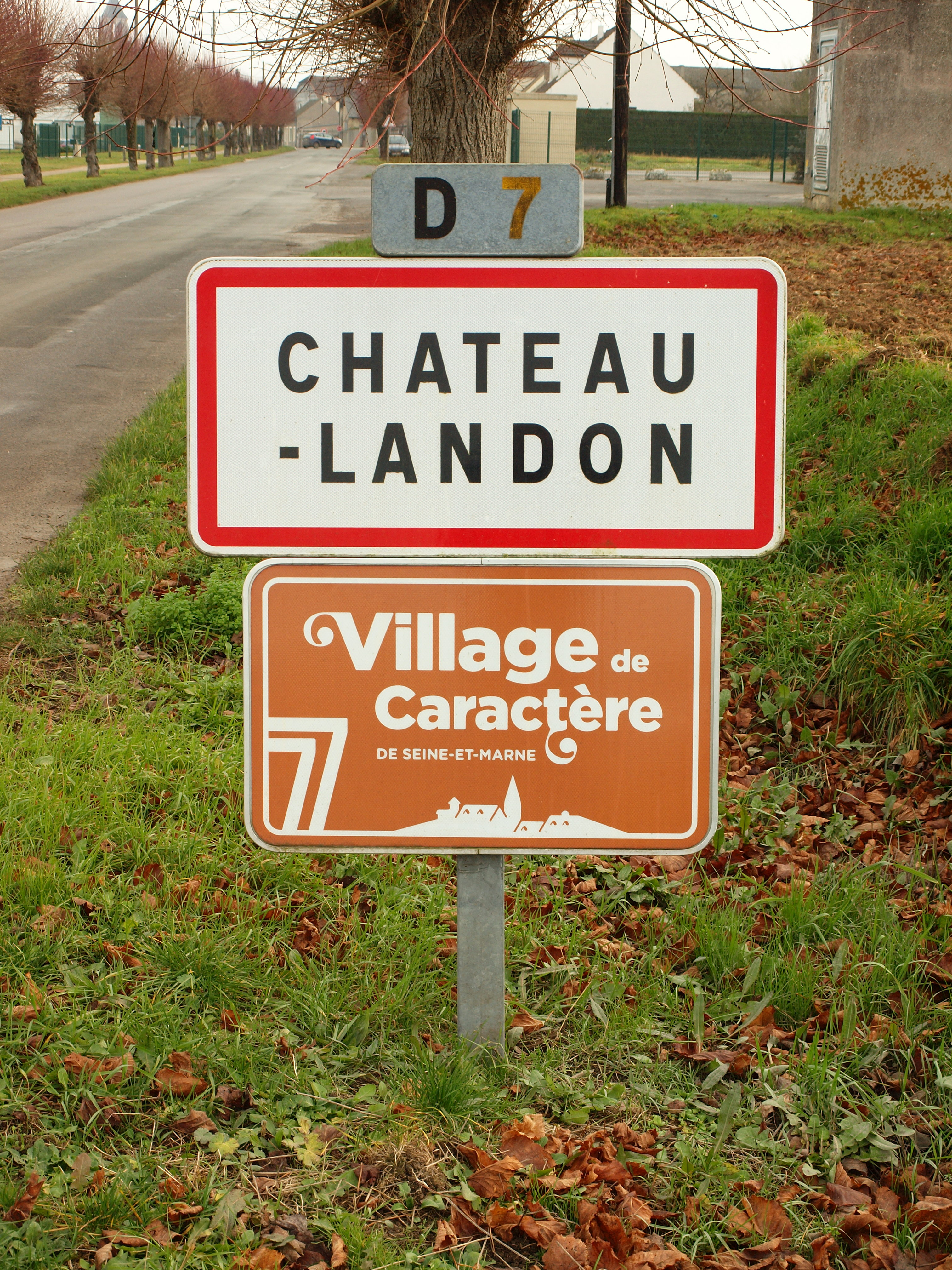
La D 7, à l'entrée ouest de Château-Landon.

L'autoroute A77 traverse l'extrémité est du territoire de la commune sur une distance d'environ un kilomètre. 
L'échangeur no 17, situé à Souppes-sur-Loing au nord-est de Château-Landon, permet d'accéder à l'autoroute via les routes départementales D 207 et D 30.
Plusieurs routes départementales relient Château-Landon aux communes voisines :
- la D 7, à Chenou, à l'ouest ; et à Préfontaine, au sud ;
- la D 40, à Souppes-sur-Loing, au nord ;
- la D 43, à Mondreville, à l'ouest ; et à Dordives, à l'est ;
- la D 52, à Bouligny et à Chenou, au nord-ouest ; et à Nargis, à l'ouest ;
- la D 120, à Sceaux-du-Gâtinais, au sud-ouest ;
- la D 207A, à Souppes-sur-Loing, au nord.

Le canal du Loing traverse l'extrémité nord-est de la commune.

#### Transports

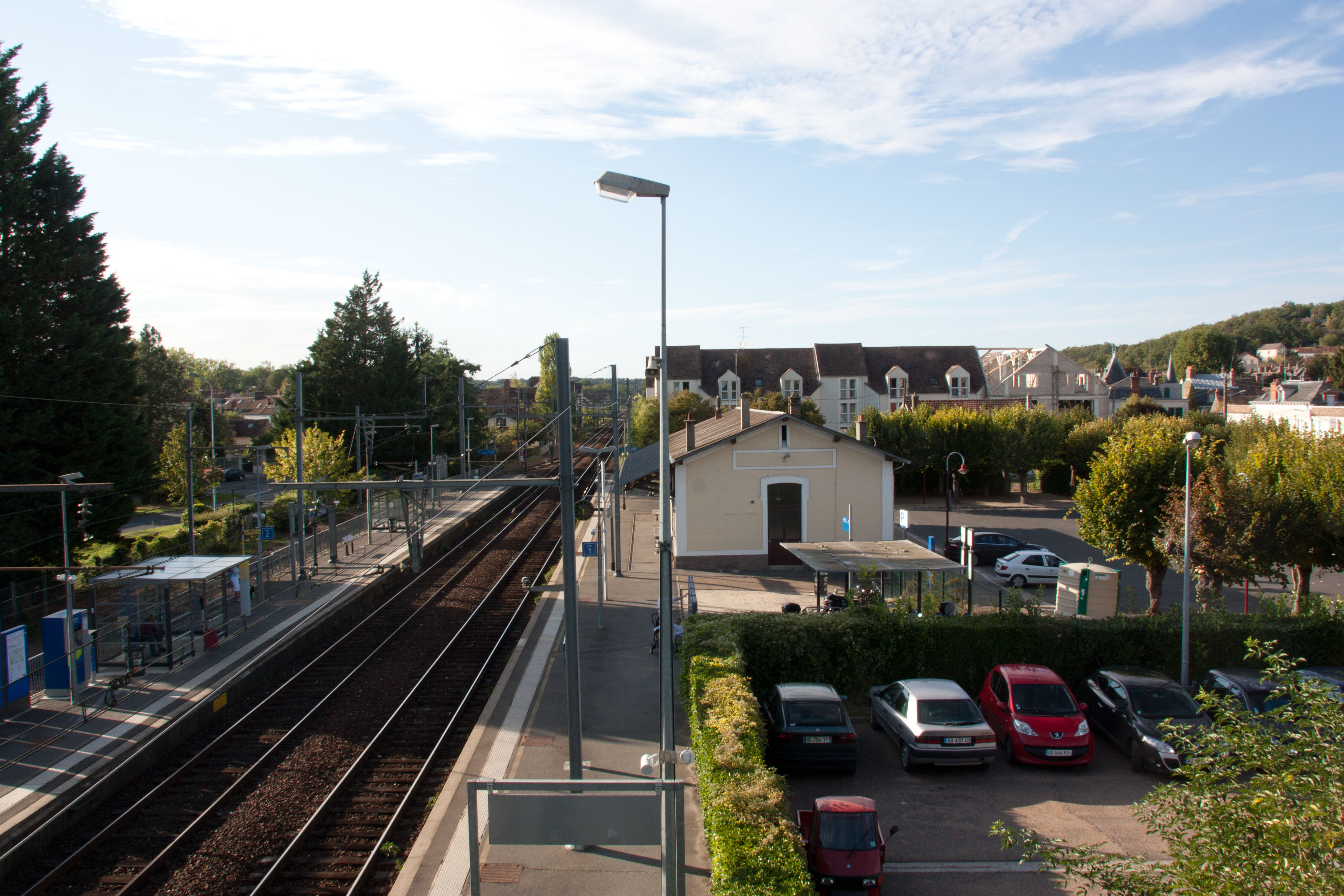
La gare de Souppes - Château-Landon.

La gare de Souppes - Château-Landon, située sur le territoire la commune de Souppes-sur-Loing à 5,5 km au nord-est de Château-Landon, est desservie par les trains de la ligne R du réseau Transilien qui effectuent les liaisons Paris - Montargis.
Château-Landon est desservie par plusieurs lignes du réseau de bus Vallée du Loing - Nemours :
- la ligne 11B, qui relie Château-Landon à Nemours ;
- la ligne 12A, qui relie Château-Landon à Nemours ;
- la ligne 14A, qui relie Château-Landon à Souppes-sur-Loing ;
- la ligne 18B, qui relie Château-Landon à Montereau-Fault-Yonne ;
- la ligne 34, qui relie Château-Landon à Melun.

## Toponymie
Le nom de la localité est mentionné sous les formes Castrum Landonis vers 1075 ; Castrum Nantonis en 1160 ; Chasteau Nanton au XVe siècle,.

## Histoire

### Préhistoire et Antiquité
Le site est occupé dès la préhistoire : près de vingt sites préhistoriques, dans lesquels on a découvert des outillages néolithiques, permettent d'estimer que l'origine de la ville remonte à cette époque. Les Gaulois construisent un oppidum sur un éperon rocheux. En 52 av. J.-C., Jules César en fait le siège, s'il s'agit bien du site de Vellaunodunum, qu'il mentionne.

### Moyen Âge

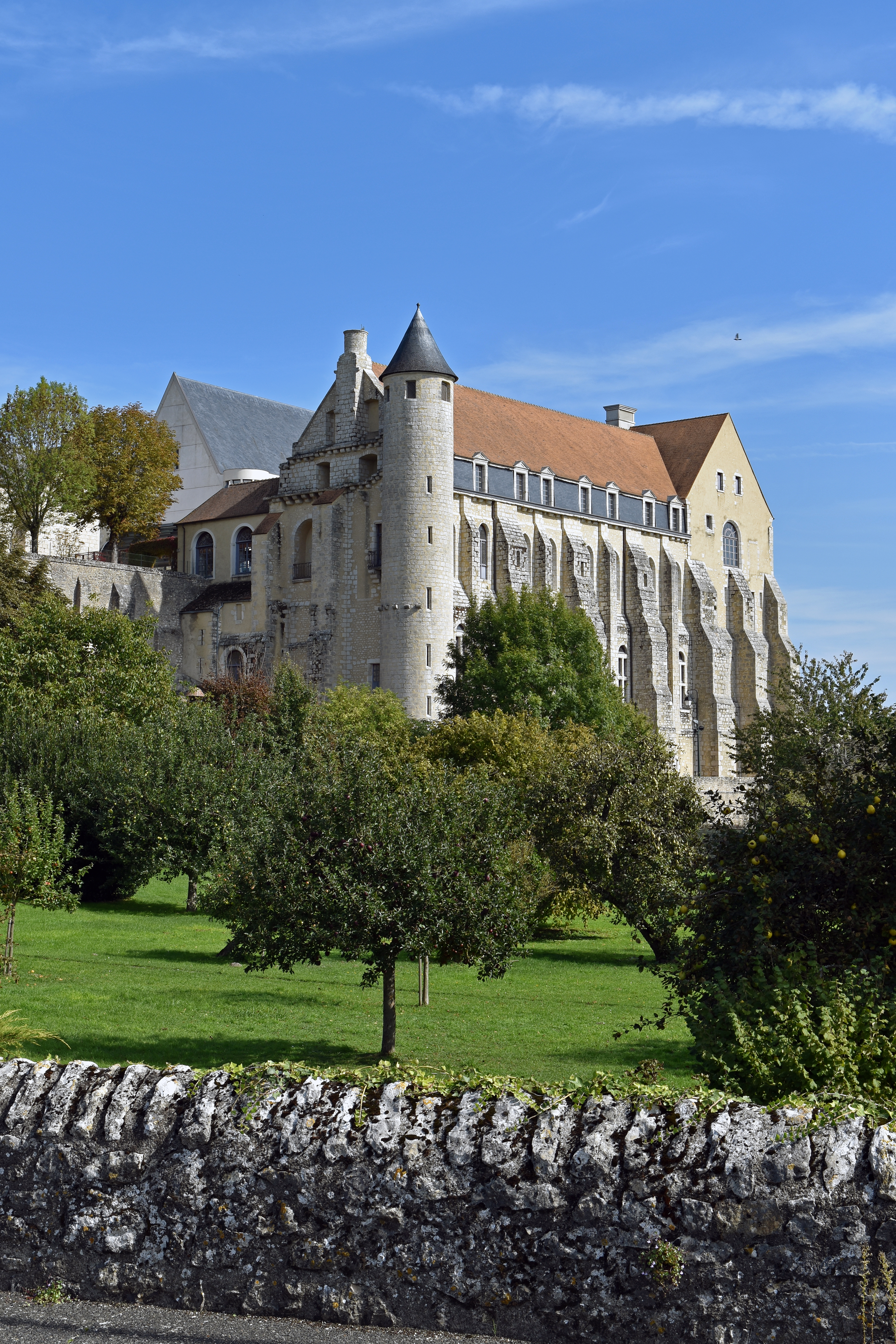
L'abbaye Saint-Séverin.

En 506, en revenant de Lutèce où il était allé guérir le roi Clovis, saint Séverin y meurt. Sur son lit de mort, Clovis ordonne à son fils Childebert Ier de faire construire une belle église là où saint Séverin est mort. Childebert s'exécute, et dote la nouvelle église de propriétés.
Sigebert Ier, roi de Metz, frère de Chilpéric Ier, y fait bâtir une grande abbaye qui prend le nom de Saint-Séverin ; il dote également l'église en biens et en riches revenus.
Sous Charlemagne, les Saxons incendient une partie de l'église ; mais Charlemagne les ayant expulsés du royaume, il fait revenir une partie des religieux qui en avaient été éloignés.
La dynastie des Plantagenêt est née à Château-Landon en 1043 avec Foulque IV d'Anjou, dit le Réchin, petit-fils du comte d'Anjou. La ville appartient au « pagus Wastinensis » (nom latin du Gâtinais = pays de Gâtines) dont Château-Landon sera la capitale.
En 1068, le Gâtinais entre dans le domaine royal. Devenant prévôté royale du bailliage de Sens, puis de Nemours, la ville prospère au Moyen Âge. Il s'y déroule d'importants foires et marchés. Château-Landon fait partie des 17 villes « drapantes » de France.
Hugues III du Puiset est emprisonné pendant deux ans au château par Louis le Gros en 1111.
En 1139 Louis VII substitue des chanoines réguliers aux chanoines séculiers qui jusqu'alors desservaient l'abbaye.
En 1157 il donne à l'abbaye le moulin des Ponts-Percés, et à Jean Vère, sixième abbé de Saint-Séverin, le prieuré Saint-Sauveur à Melun. L'abbaye devient le lieu d'un pèlerinage annuel.
La présence de trois églises paroissiales (Notre-Dame, Sainte-Croix et Saint-Thugal, plus l'église Saint-Séverin de l'abbaye du même nom), de quatre abbayes (Saint-Séverin, Cercanceaux, Ponfrault et Néronville) et du prieuré Saint-André démontrent la prospérité de la ville dès le XIIe siècle. C'est un lieu de passage et de commerce, en raison de sa proximité avec les foires de Lagny-sur-Marne et Provins. On y trouvait plusieurs places publiques, et un hôtel des monnaies (propriété des Juifs au Moyen Âge).
En 1278, les chevaliers de Saint-Jean-de-Jérusalem reçoivent en don, par un nommé Adam de Lalleu bourgeois de Château-Landon, une maison située dans la rue Saint-Pèlerin, attenant à la ruelle dite la Quatresse. Ils en font une dépendance de leur hôpital de Pilvernier.
En 1426, les Anglais brûlent Château-Landon après leur échec du siège de Montargis. Réfugiée dans l'abbaye, la population y met le feu par mégarde ; un grand corps de logis est ainsi détruit, et les Anglais investissent l'abbaye. S'y fortifiant, ainsi que dans le château de la ville forte, ils y restent jusqu'à ce qu'ils en soient chassés en 1437. En 1468, ils reprennent la ville et la brûlent en entier.

### Époque moderne
En 1552, la ville comprenait 3 000 foyers (à comparer avec les quelque 3 000 habitants de nos jours). Mais en cette fin de Moyen Âge, « l'hérésie » et les guerres successives conduisent au dépeuplement de la ville.

#### Le protestantisme
Préjent de Mouthiers, fils du seigneur de Courtempierre, gouverneur de Château-Landon depuis 1541, fait tenir des assemblées protestantes dans l'église de l'abbaye. Vers 1560, il va à Montargis prêcher le calvinisme à la duchesse de Ferrare, fille de Louis XII, qui encourage la nouvelle religion.
Charles Maucourt de Bourjolly met sur le compte des Protestants un acte de vandalisme et une profanation dont ils se rendent coupables ; mais à Château-Landon et non à Laval, en 1568 et non en 1564[réf. nécessaire]. Une veuve arrache au feu les reliques de Tugdual de Tréguier et les rend à l'église qui en avait été dépouillée.
M. de Bellegarde visite Saint-Séverin pour y confirmer l'élection du prieur claustral, premier abbé commendataire, en remplacement de Jacques d'Aubusson. Celui-ci avait introduit dans l'abbaye des réformes qui furent adoptées par un grand nombre d'autres maisons. Son union avec l'abbaye Saint-Victor de Paris et celle des chanoines réguliers date de 1624 et de 1636.

#### Guerres et pillages
En 1556 et 1569, le chevalier de Boulay, appelé le grand larron du Gâtinais, y commet des rapines.
En 1567, le prince de Condé y amène une bande de Huguenots allemands qui pillent la ville et l'abbaye de Saint-Séverin (et torturent Raoul de Lamothe, chantre de Saint-Séverin âgé de 80 ans, et un jeune diacre nommé Henri Caillat). Les Protestants allemands pillent de nouveau l'abbaye en 1587.
En 1589, nouveau pillage et nouvelles atrocités par Tignonville, un Huguenot partisan de Henri IV.
Vers 1607, l'abbé de l'Hôpital résigne[C'est-à-dire ?] cette abbaye à l'aumônier du roi, Charles Fougère. Le père Dupont en est prieur jusqu'en 1627.

### Époque contemporaine

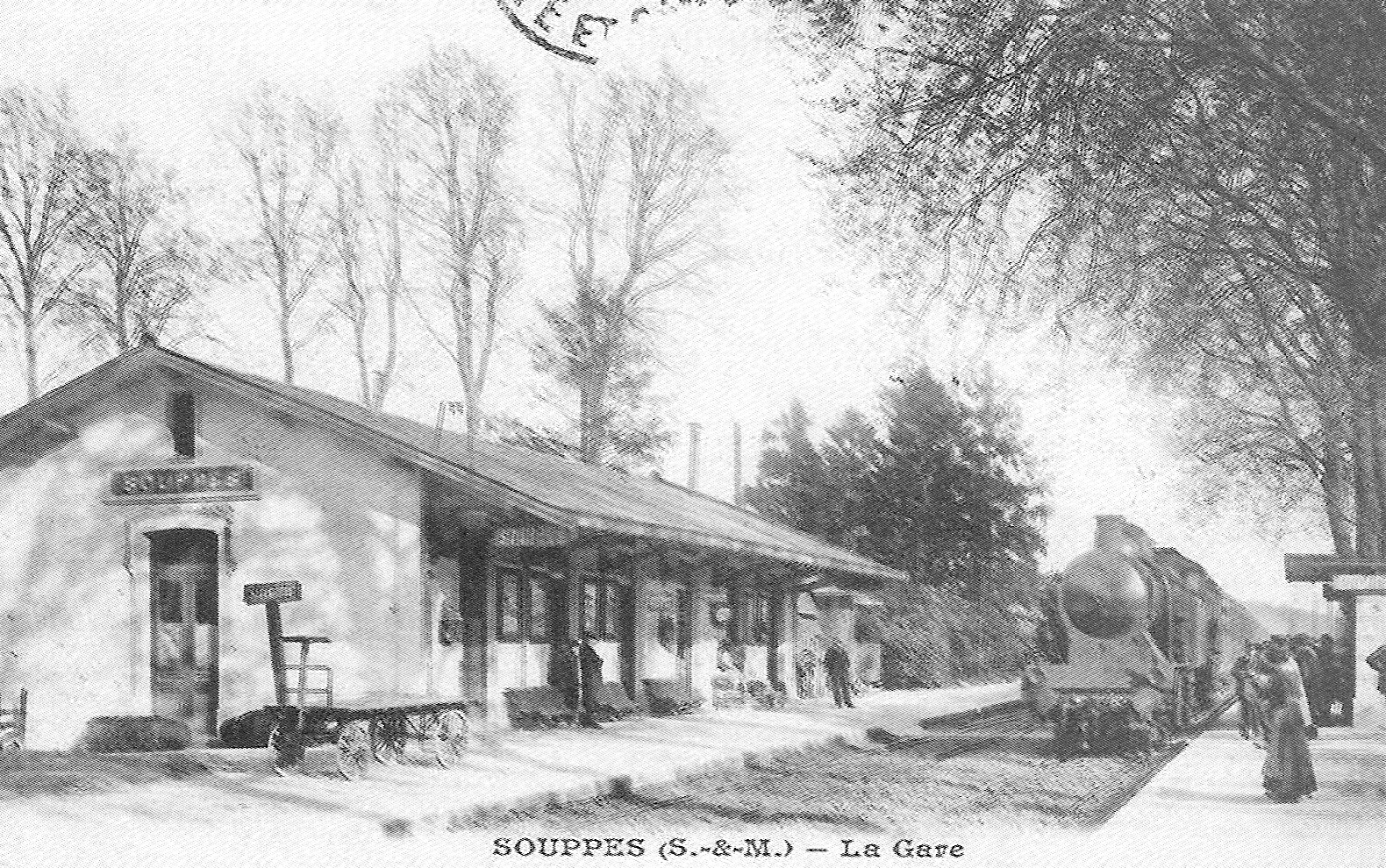
La gare au début du XXe siècle.

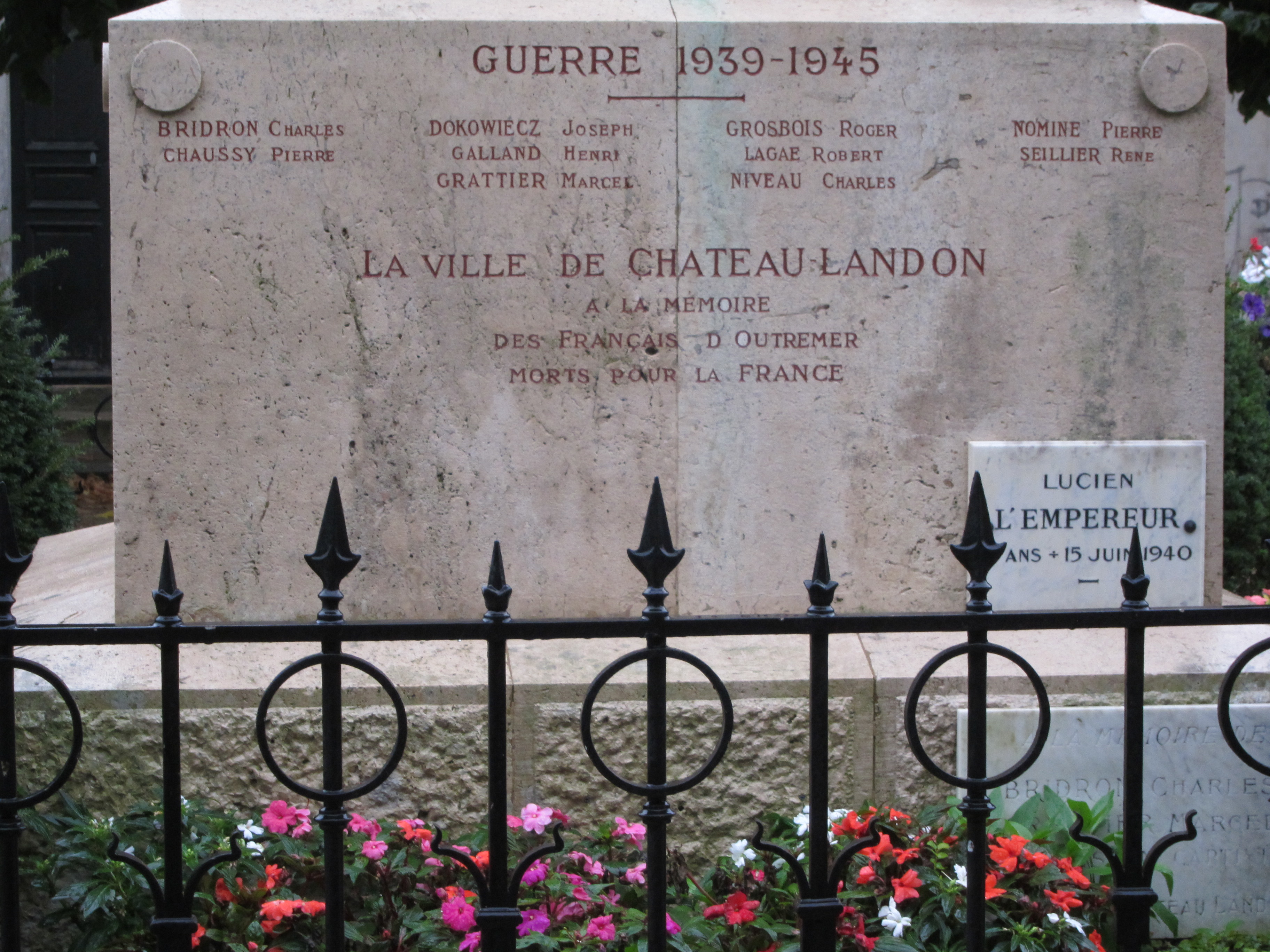
Monument aux morts de la Seconde Guerre mondiale.

Louis-Philippe d'Orléans (1747-1793), père de Louis-Philippe, est son dernier seigneur. L'abbaye disparaît à la Révolution.
Château-Landon développe  alors une activité basée sur l'extraction et la taille de la pierre.
En 1860, le chemin de fer dessert la commune avec la mise en service de la gare de Souppes - Château-Landon, facilitant les déplacements des habitants et le développement économique.
En janvier 1910, la carrière de Lorroy s'est brusquement effondrée, à cause de la crue exceptionnelle de 1910, causant sept morts et sept blessés. Ce cas a été depuis étudié par l'INERIS avec le Laboratoire régional de l'Est parisien pour mieux comprendre comment les battements de la nappe (éventuellement aggravés par des crues plus fréquentes) et la qualité physico-chimique de l'eau interagissent avec le risque d'effondrement de cavités souterraines.
Après la Seconde Guerre mondiale, la ville connaît un nouvel essor en devenant un important pôle céréalier français et développe l'activité touristique.

## Politique et administration

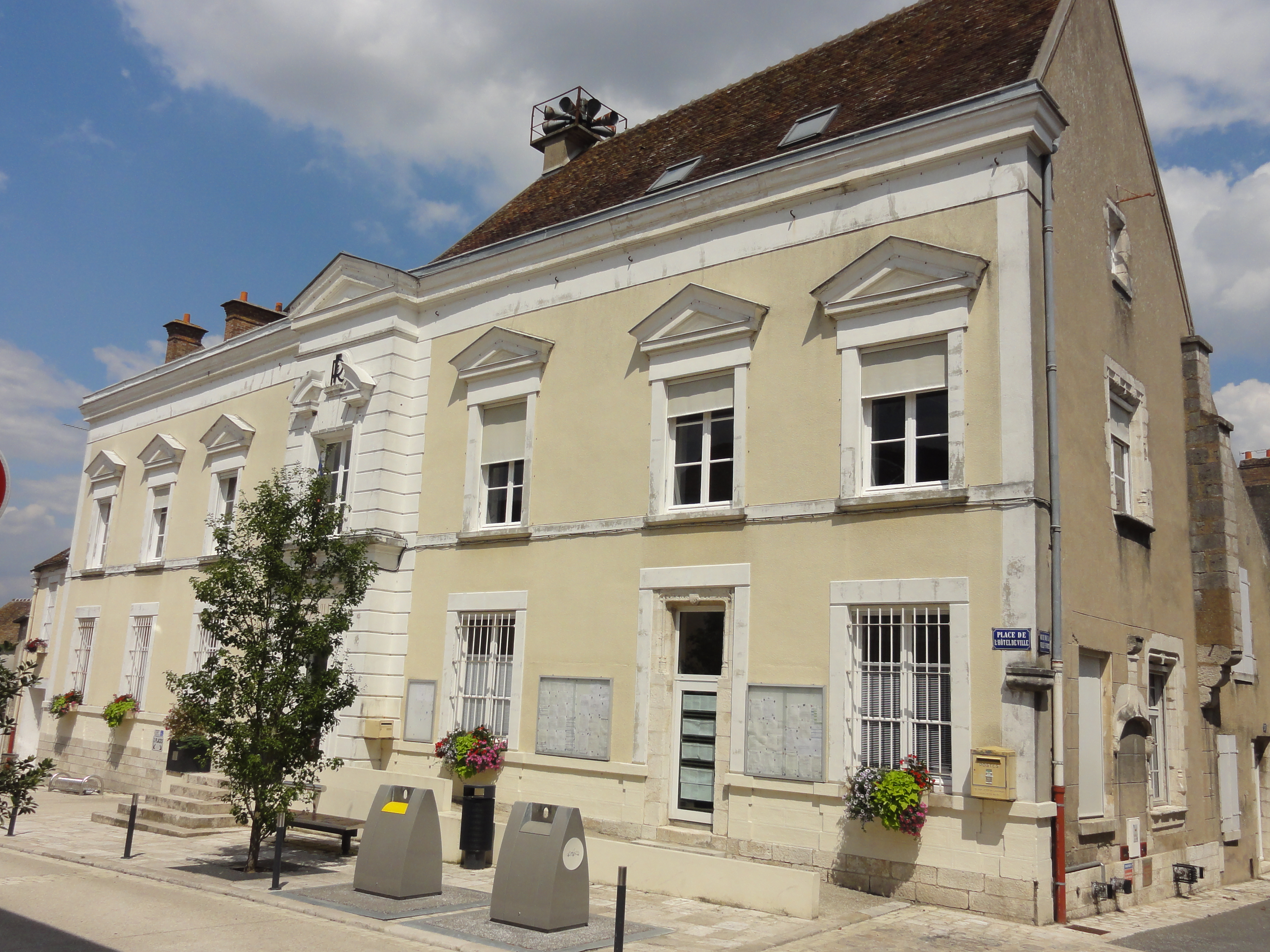
L'hôtel de ville.

### Rattachements administratifs et électoraux
La commune se trouve  dans l'arrondissement de Fontainebleau du département de la Seine-et-Marne. Pour l'élection des députés, elle fait partie depuis 1988 de la deuxième circonscription de Seine-et-Marne.
Elle était le chef-lieu du canton de Château-Landon. Dans le cadre du redécoupage cantonal de 2014 en France, la commune est désormais rattachée au canton de Nemours.

### Intercommunalité
La commune  est membre de la communauté de communes Gâtinais-Val de Loing, créée en 2010.

### Administration municipale
Le nombre d'habitants au dernier recensement étant compris entre 2 500 et 3 499, le nombre de membres du conseil municipal est de 23.

### Liste des maires
| Période                                  | Période      | Identité              | Étiquette | Qualité |
| ---------------------------------------- | ------------ | --------------------- | --------- | --- |
| Les données manquantes sont à compléter. |              |                       |           | |
| 1802                                     | 1804         | René Blondeau         |           | |
| 1804                                     | 1815         | François Lavocat      |           | |
| 1815                                     | 1816         | Jean Girault          |           | |
| 1816                                     | 1827         | Antoine Girard        |           | |
| 1827                                     | 1828         | Antoine Deltuf        |           | |
| 1828                                     | 1831         | Jean-François Caillet |           | |
| 1831                                     | 1842         | Abel Macey            |           | |
| 1842                                     | 1848         | André Moreau          |           | Conseiller général de Château-Landon (1842 → 1851)                                                         |
| 1848                                     | 1852         | Auguste Dunoux        |           | |
| 1852                                     | 1870         | Jean-François Caillet |           | |
| 1870                                     | 1871         | Jean-Baptiste Roland  |           | |
| 1871                                     | 1878         | Félix Ouvré           |           | Conseiller général de Château-Landon (1870 → 1880 et en 1882)                                              |
| 1878                                     | 1882         | Edmond Delaporte      |           | Conseiller général de Château-Landon (1880 → 1882) Décédé en fonctions                                     |
| 1882                                     | 1885         | Gustave Beaume        |           | |
| 1885                                     | 1892         | Victor Lamy           |           | |
| 1892                                     | 1895         | Gaston Guyard         |           | |
| 1895                                     | 1900         | Amédée Chachignon     |           | |
| 1900                                     | 1904         | Gaston Guyard         |           | |
| 1904                                     | 1909         | Emile Masson          |           | |
| 1910                                     | 1920         | Charles Huré          |           | |
| 1920                                     | 1923         | Jean-Louis Ardilouze  |           | |
| 1923                                     | 1925         | Aristide Combe        |           | |
| 1925                                     | 1929         | Charles Huré          |           | |
| 1929                                     | 1935         | Léon Fouquin          |           | |
| 1935                                     | 1947         | Fernand Guyard        |           | |
| octobre 1947                             | 1951         | André Chachignon      |           | |
| 1951                                     | mai 1953     | Georges Boulitreau    |           | |
| mai 1953                                 | mars 1965    | Victor Combes         |           | |
| mars 1965                                | mars 1971    | Jean-Pierre Gauquelin |           | |
| mars 1971                                | mars 1977    | Pierre Roux           |           | |
| mars 1977                                | mars 1983    | André Robin           |           | |
| mars 1983                                | mars 1989    | Jacques Renard        |           | Dirigeant de coopérative agricole                                                                          |
| mars 1989                                | juin 1995    | Yves Matignon         |           | |
| juin 1995                                | février 2006 | Anny Angot            | DVD       | Démissionnaire                                                                                             |
| mars 2006                                | mars 2008    | Vincent Ouvré         |           | Directeur de la sucrerie de Souppes-sur-Loing                                                              |
| mars 2008                                | 28 mars 2014 | Antoine Defoix        | SE        | Vice-président de la CC Gâtinais Val de Loing (2010 → 2014)                                                |
| 28 mars 2014                             | 31 mars 2019 | Pascale Pinguet       | DVD-LR    | Agricultrice retraitée Vice-présidente de la CC Gâtinais Val de Loing (2014 → 2019) Décédée en fonction    |
| 12 juillet 2019                          | En cours     | Valérie Lagille       | DVD       | Chef d'entreprise Vice-présidente de la CC Gâtinais Val de Loing (2020 → ) Réélue pour le mandat 2020-2026 |

### Démocratie participative
La commune s'est dotée en 2008 d'un conseil municipal d'enfants.

### Jumelages
Au 7 juin 2013, Château-Landon est jumelée avec :
- Hirschhorn (Allemagne) depuis 1981.

## Équipements et services

### Eau et assainissement
L’organisation de la distribution de l’eau potable, de la collecte et du traitement des eaux usées et pluviales relève des communes. La loi NOTRe de 2015 a accru le rôle des EPCI à fiscalité propre en leur transférant cette compétence. Ce transfert devait en principe être effectif au 1er janvier 2020, mais la loi Ferrand-Fesneau du 3 août 2018 a introduit la possibilité d’un report de ce transfert au 1er janvier 2026,.

#### Assainissement des eaux usées
En 2020, la commune de Château-Landon gère le service d’assainissement collectif (collecte, transport et dépollution) en régie directe, c’est-à-dire avec ses propres personnels.
L’assainissement non collectif (ANC) désigne les installations individuelles de traitement des eaux domestiques qui ne sont pas desservies par un réseau public de collecte des eaux usées et qui doivent en conséquence traiter elles-mêmes leurs eaux usées avant de les rejeter dans le milieu naturel. La commune assure le service public d'assainissement non collectif (SPANC), qui a pour mission de vérifier la bonne exécution des travaux de réalisation et de réhabilitation, ainsi que le bon fonctionnement et l’entretien des installations. Cette prestation est déléguée à l'entreprise Suez, dont le contrat arrive à échéance le 31 décembre 2019,.

#### Eau potable
En 2020, l'alimentation en eau potable est assurée par la commune qui en a délégué la gestion à l'entreprise Suez, dont le contrat expire le 31 décembre 2019,.
Les nappes de Beauce et du Champigny sont classées en zone de répartition des eaux (ZRE), signifiant un déséquilibre entre les besoins en eau et la ressource disponible. Le changement climatique est susceptible d’aggraver ce déséquilibre. Ainsi afin de renforcer la garantie d’une distribution d’une eau de qualité en permanence sur le territoire du département, le troisième Plan départemental de l’eau signé, le 3 octobre 2017, contient un plan d’actions afin d’assurer avec priorisation la sécurisation de l’alimentation en eau potable des Seine-et-Marnais. A cette fin a été préparé et publié en décembre 2020 un schéma départemental d’alimentation en eau potable de secours dans lequel huit secteurs prioritaires sont définis. La commune fait partie du secteur Bocage.

## Population et société

### Démographie
Ses habitants sont appelés les Châteaulandonnais ou Castelandonnais.
 
L'évolution du nombre d'habitants est connue à travers les recensements de la population effectués dans la commune depuis 1793. Pour les communes de moins de 10 000 habitants, une enquête de recensement portant sur toute la population est réalisée tous les cinq ans, les populations de référence des années intermédiaires étant quant à elles estimées par interpolation ou extrapolation. Pour la commune, le premier recensement exhaustif entrant dans le cadre du nouveau dispositif a été réalisé en 2006.

En 2022, la commune comptait 3 150 habitants, en évolution de +6,56 % par rapport à 2016 (Seine-et-Marne : +3,92 %, France hors Mayotte : +2,11 %).
| 1793  | 1800  | 1806  | 1821  | 1831  | 1836  | 1841  | 1846  | 1851  |
| ----- | ----- | ----- | ----- | ----- | ----- | ----- | ----- | ----- |
| 1 800 | 1 848 | 1 795 | 1 843 | 2 327 | 2 436 | 2 336 | 2 420 | 2 517 |

| 1856  | 1861  | 1866  | 1872  | 1876  | 1881  | 1886  | 1891  | 1896  |
| ----- | ----- | ----- | ----- | ----- | ----- | ----- | ----- | ----- |
| 2 552 | 2 575 | 2 778 | 2 710 | 2 724 | 2 780 | 2 843 | 2 922 | 2 793 |

| 1901  | 1906  | 1911  | 1921  | 1926  | 1931  | 1936  | 1946  | 1954  |
| ----- | ----- | ----- | ----- | ----- | ----- | ----- | ----- | ----- |
| 2 699 | 2 643 | 2 618 | 2 400 | 2 480 | 2 479 | 2 517 | 2 429 | 2 503 |

| 1962  | 1968  | 1975  | 1982  | 1990  | 1999  | 2006  | 2011  | 2016  |
| ----- | ----- | ----- | ----- | ----- | ----- | ----- | ----- | ----- |
| 2 527 | 2 644 | 3 020 | 2 929 | 3 314 | 3 364 | 3 109 | 3 125 | 2 956 |

| 2021  | 2022  | - | - | - | - | - | - | - |
| ----- | ----- | - | - | - | - | - | - | - |
| 3 085 | 3 150 | - | - | - | - | - | - | - |

### Manifestations culturelles et festivités
Le Cross des Remparts : courses à pied de différentes catégories autour de la ville. Son passage par les remparts, et donc son relief très sélectif, en font une réunion prisée des amateurs, et les attire de toute la région. Se disputait le 15 août, le deuxième week-end de septembre depuis 2003. Mais elle n'a plus lieu depuis 2005.
Dans le cadre d'une manifestation amicale, les fêtes de l'âne à Château-Landon depuis mai 2009 à aujourd'hui : l'organisation, défilé, concours de beauté, concours de maniabilité, concours d'attelage, remise de prix, récompenses, etc. et dans un environnement verdoyant au pied de la cité médiévale.

## Économie

### Revenus de la population et fiscalité
En 2017, le nombre de ménages fiscaux de la commune était de 1 329 (dont 51 % imposés), représentant 3 135 personnes et la  médiane du revenu disponible par unité de consommation de 20 130 euros.

### Emploi
En 2017 , le nombre total d’emplois dans la zone était de 1 026, occupant 1 079 actifs  résidants.
Le taux d'activité de la population (actifs ayant un emploi) âgée de 15 à 64 ans s'élevait à 64,7 % contre un taux de chômage de 10,7 %.
Les 24,5 % d’inactifs se répartissent de la façon suivante : 9,4 % d’étudiants et stagiaires non rémunérés, 7,7 % de retraités ou préretraités et 7,4 % pour les autres inactifs.

### Entreprises et commerces

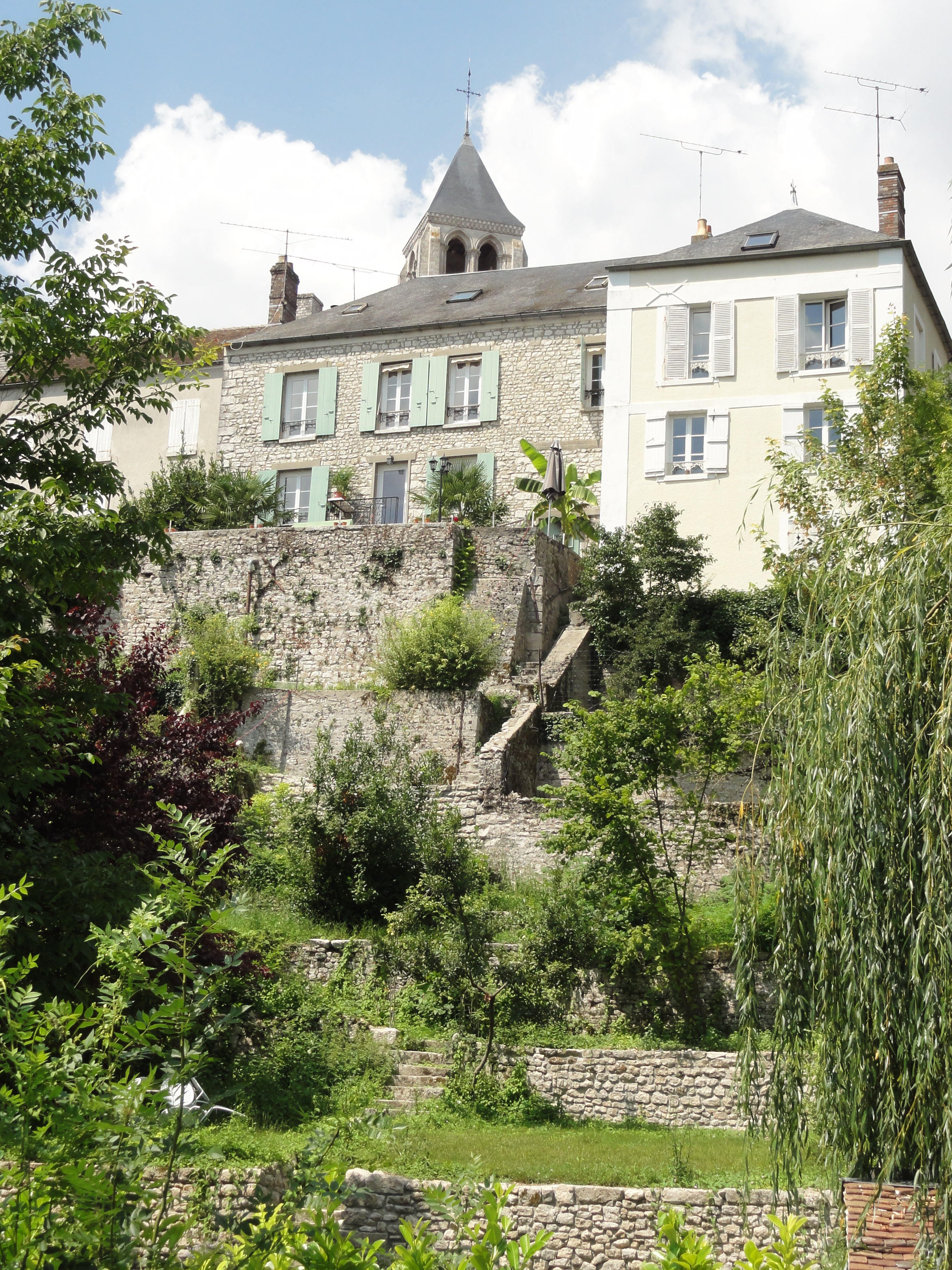
Architecture de la ville.

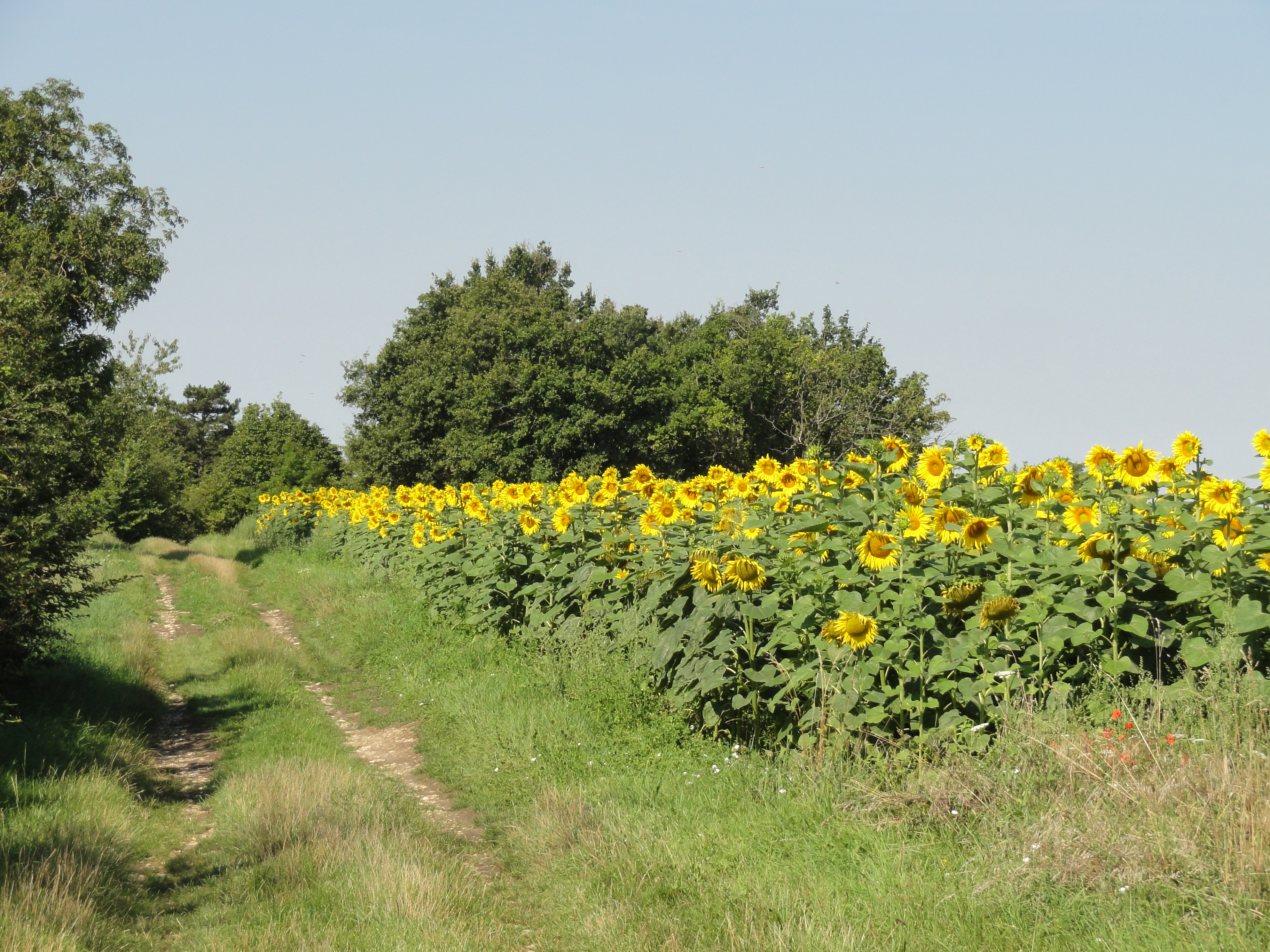
Champ de tournesols à Château-Landon.

En 2015, le nombre d'établissements actifs était de 253 dont 15 dans l'agriculture-sylviculture-pêche, 19 dans l’industrie, 34 dans la construction, 151 dans le commerce-transports-services divers et 34  étaient relatifs au secteur administratif.
Ces établissements ont pourvu 836 postes salariés.
Le tourisme est stimulé par sa proximité de Paris (à 100 kilomètres, avec une sortie de l'autoroute A77 à 5 kilomètres et la gare de Souppes). L'architecture particulière de la ville (notamment des remparts) en fait une attraction régionale.
L'agriculture est très présente : céréales (moulin local) et betteraves sucrières (destinées à la sucrerie voisine de Souppes-sur-Loing).

### Secteurs d'activité

#### Agriculture
Château-Landon est dans la petite région agricole dénommée le « Gâtinais », à l'extrême sud-ouest du département, s'étendant sur un large territoire entre la Seine et la Loire sur les départements du Loiret, de Seine-et-Marne, de l'Essonne et de l'Yonne. En 2010, l'orientation technico-économique de l'agriculture sur la commune est diverses cultures (hors céréales et oléoprotéagineux, fleurs et fruits).
Si la productivité agricole de la Seine-et-Marne se situe dans le peloton de tête des départements français, le département enregistre un double phénomène de disparition des terres cultivables (près de 2 000 ha par an dans les années 1980, moins dans les années 2000) et de réduction d'environ 30 % du nombre d'agriculteurs dans les années 2010. Cette tendance se retrouve au niveau de la commune où le nombre d’exploitations est passé de 22 en 1988 à 14 en 2010. Parallèlement, la taille de ces exploitations augmente, passant de 80 ha en 1988 à 135 ha en 2010.
Le tableau ci-dessous présente les principales caractéristiques des exploitations agricoles de Château-Landon, observées sur une période de 22 ans : 
|                                      | 1988  | 2000  | 2010  |
| ------------------------------------ | ----- | ----- | ----- |
| Dimension économique,                |       |       |       |
| Nombre d’exploitations (u)           | 22    | 18    | 14    |
| Travail (UTA)                        | 38    | 22    | 18    |
| Surface agricole utilisée (ha)       | 1 751 | 1 544 | 1 894 |
| Cultures                             |       |       |       |
| Terres labourables (ha)              | 1 746 | 1 540 | 1 872 |
| Céréales (ha)                        | 1 261 | 1 114 | 1 254 |
| dont blé tendre (ha)                 | 656   | 538   | s     |
| dont maïs-grain et maïs-semence (ha) | 198   | s     | 50    |
| Tournesol (ha)                       | 132   | 28    | 97    |
| Colza et navette (ha)                | 33    | 51    | s     |
| Élevage                              |       |       |       |
| Cheptel (UGBTA)                      | 106   | 135   | 0     |

## Culture locale et patrimoine

### Lieux et monuments

#### Patrimoine civil
- La tour Madeleine :  le plus ancien monument de la ville, construit sur les défenses de celle-ci. Son style architectural permet de le dater du XIe siècle. Elle mesure 9 m de hauteur pour un diamètre de 6,5 m.
- Vestiges du rempart et de son chemin de ronde.
- Deux poternes nord et sud qui donnent un aperçu des difficultés pour les assaillants d'investir la ville.
- La cave des Templiers.
- Les dix-sept lavoirs répartis le long du Fusain.
- L'hôtel de la Monnaie.
- La « Maison de la Pierre »[89].
- Le moulin de Beaupoivre, dont la roue a été restaurée.
- Le parc de la Tabarderie. En cet endroit se trouvait un ancien moulin à foulon, où l'on fabriquait au Moyen Âge du drap camelin[90], avec lequel on confectionnait des tabards, vêtements qui se portaient sur les armures.
- Le pont de César.
- Le chemin de César à l'origine incertaine. Il est sûr cependant que 60 000 hommes des légions de César[réf. nécessaire] prirent ce chemin pour combattre la révolte gauloise (52 av. J.-C.). Ce chemin a été au fil des siècles une voie importante pour le commerce.

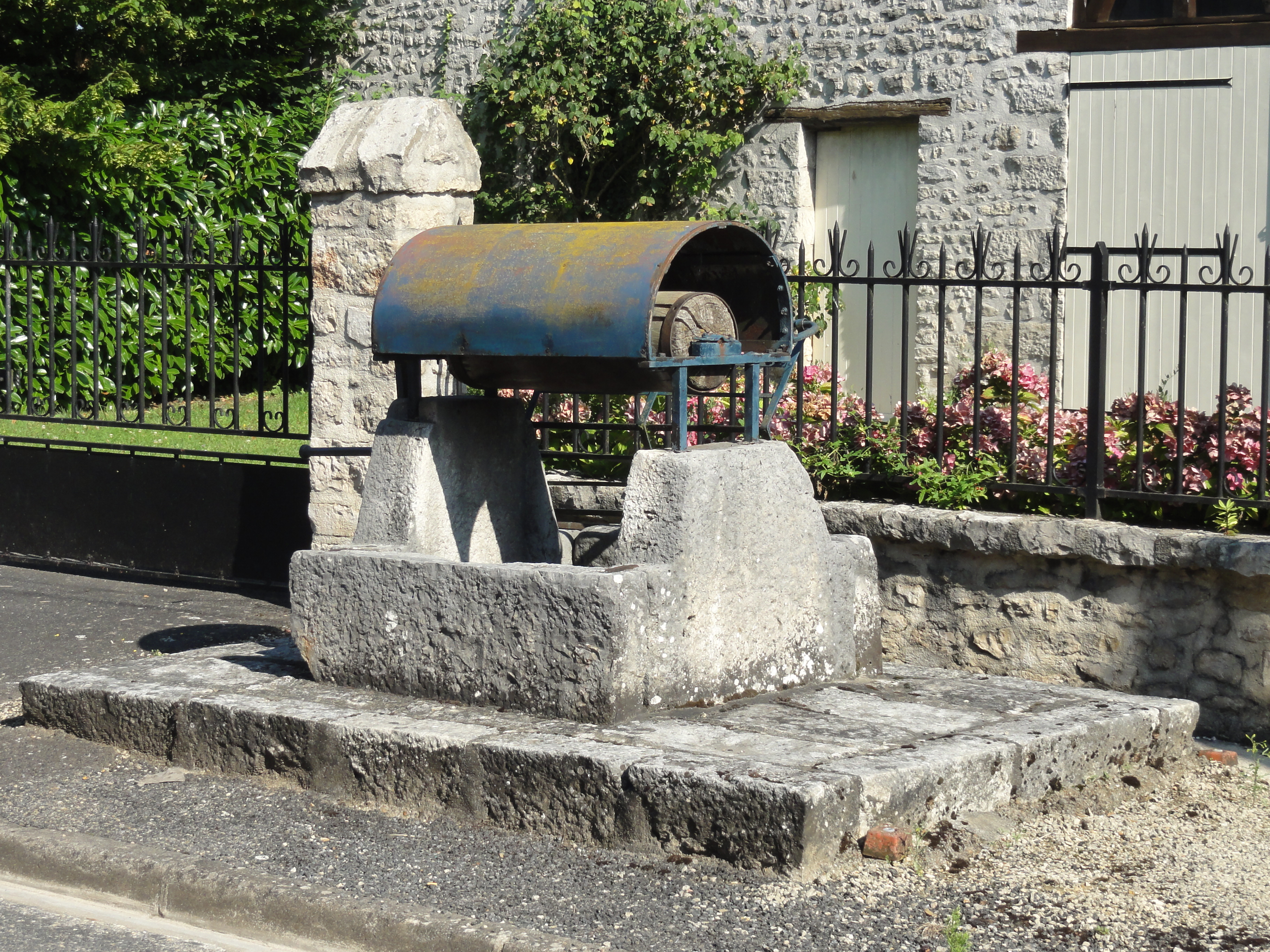
Puits au hameau de Mocpoix.
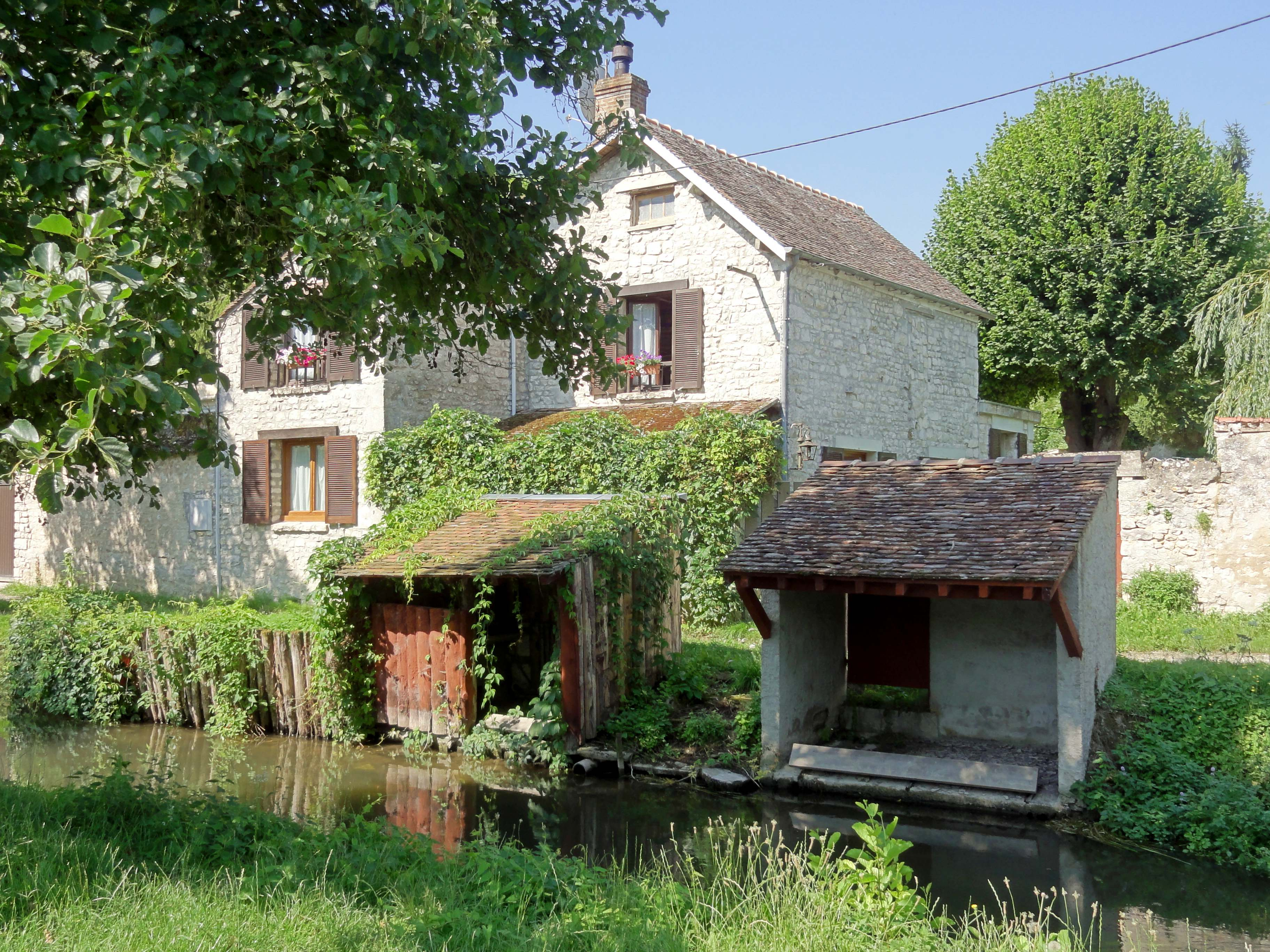
Lavoirs sur le Fusain, sentier des Amoureux.
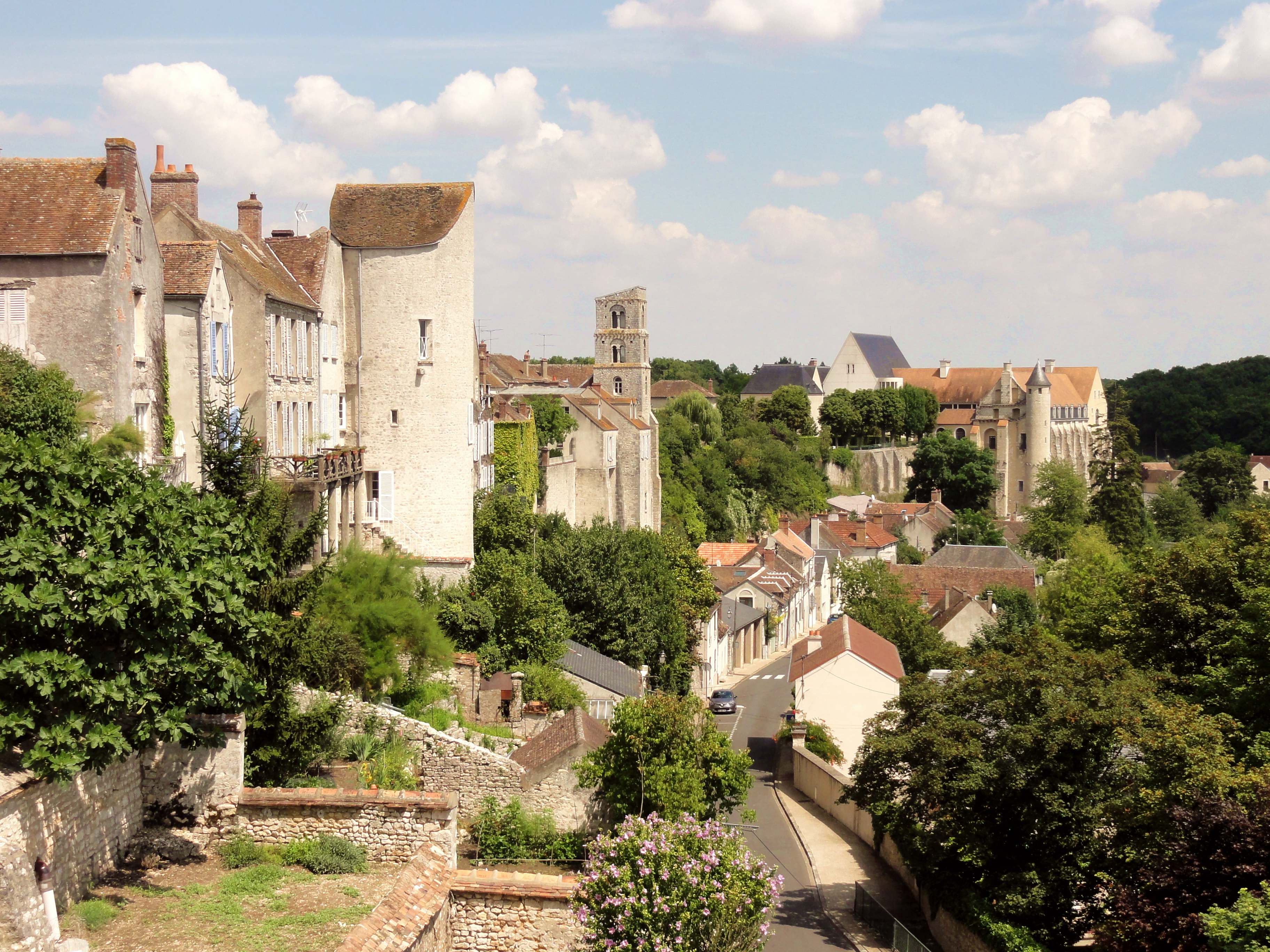
L'ancienne abbaye Saint-Séverin vue de la place du Larry.
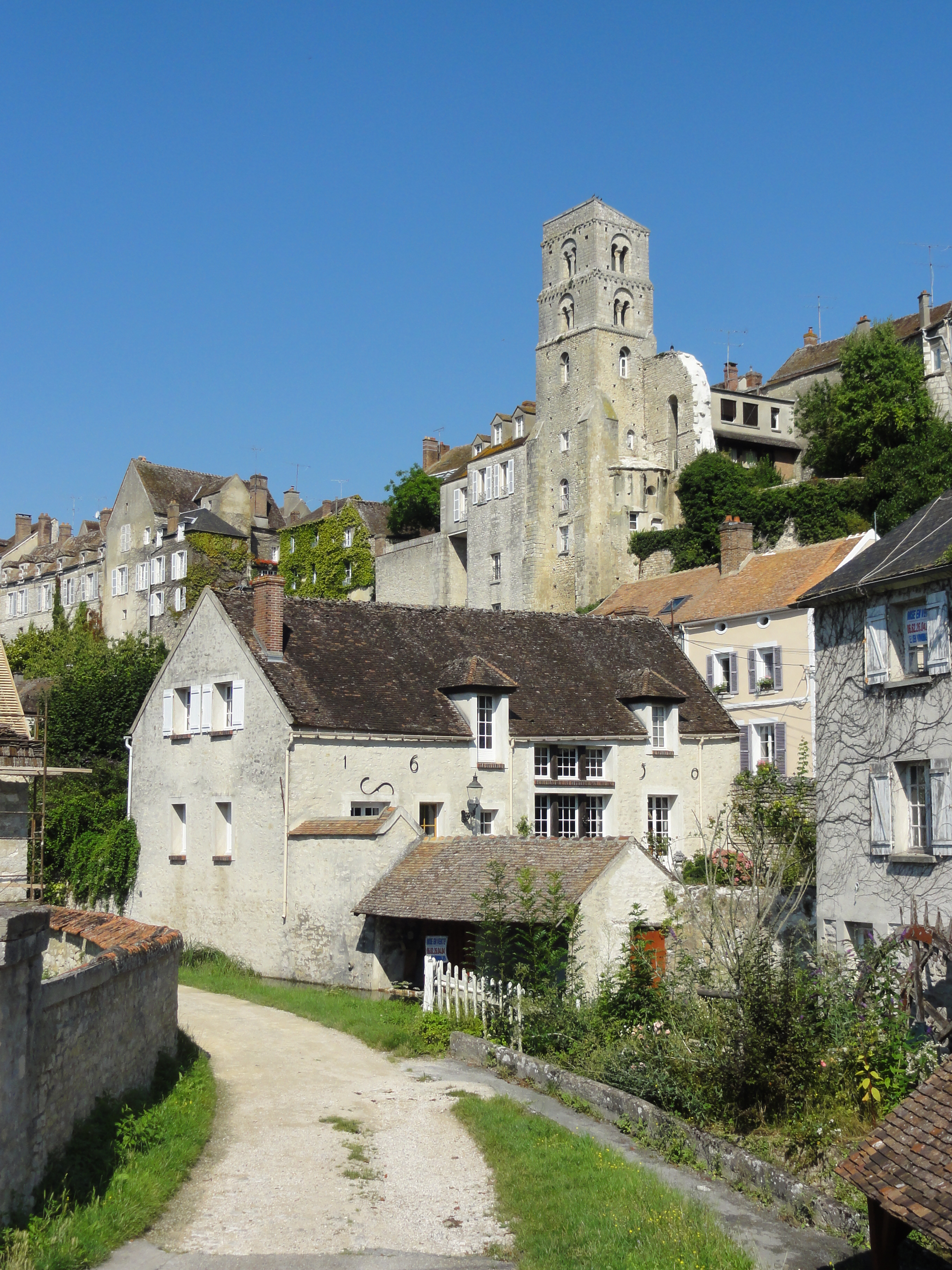
Vue sur la tour Saint-Thugal du moulin de Beaupoivre.

#### Patrimoine religieux

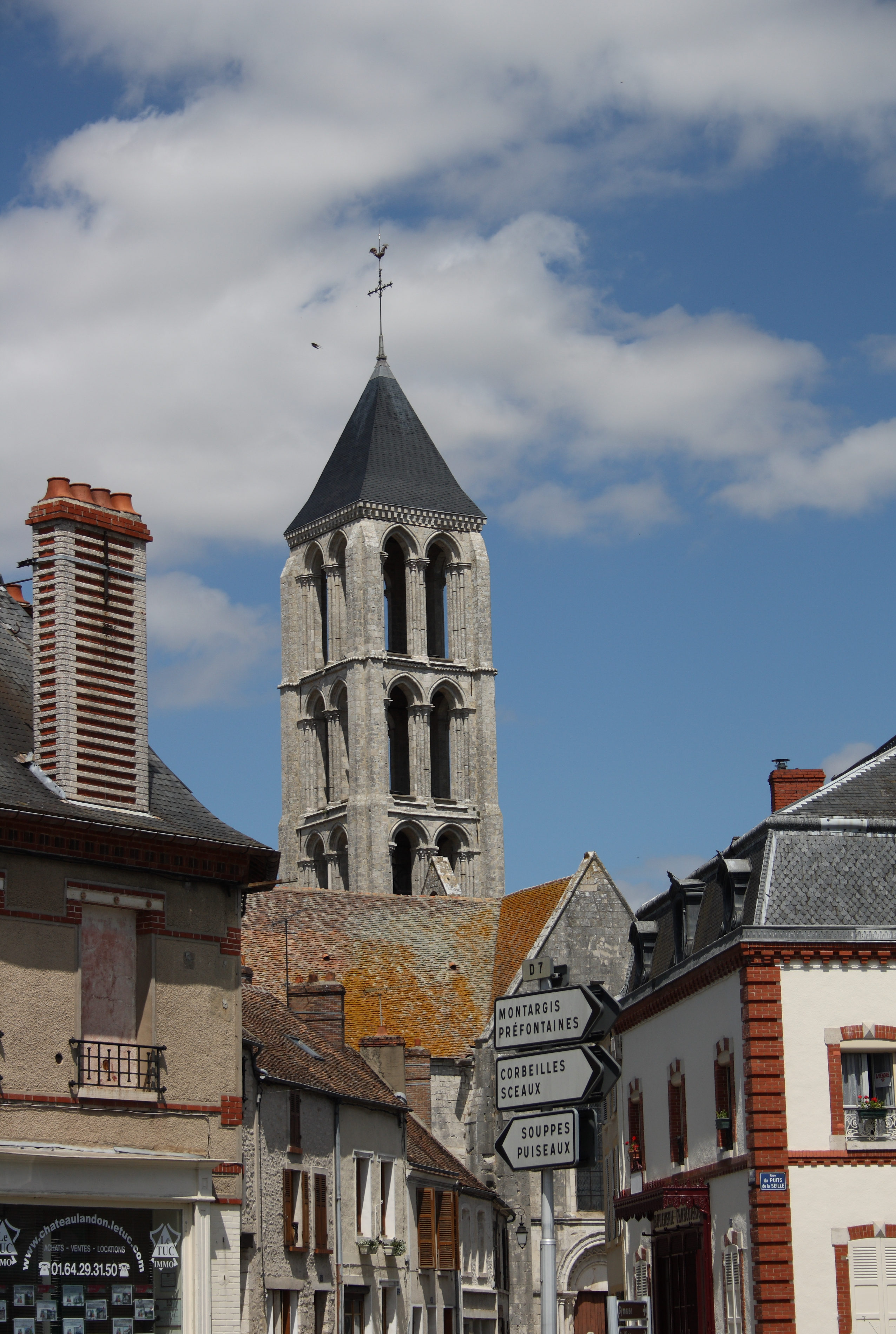
Le clocher de l'église Notre-Dame.

- L'église Notre-Dame-de-l'Assomption, aux XIIe et XIIIe siècles, dont le clocher domine la région de ses 57 mètres,  Classé MH (1840)[91]. Cet étrange édifice mélange les styles carolingien, roman et gothique. Le clocher, que la lumière et le vent traversent de part en part, est unique dans la région. Plus on monte, plus les fenêtres apparaissent grandes, ces différences de taille représentant le passage du roman au gothique. L'horloge située sur le clocher de L'église a disparu lors de la tempête de décembre 1999 et ne fut pas remplacée lors de l'importante restauration du clocher qui a suivi.[réf. nécessaire]
- L'ancien Hôtel-Dieu, édifié au XIIe siècle, qui était le lieu de refuge des pèlerins et des malades.  Inscrit MH (1986)[92].
- La tour Saint-Thugal, reste de la basilique Saint-Thugal du Xe siècle  Classé MH (1992)[93].
- L'ancienne abbaye Saint-Séverin (XIIe siècle), dont la façade impressionnante est soutenue par des contreforts  Classé MH (1937)[94]. Le bâtiment est occupé aujourd'hui par une maison de retraite.
- La tour Saint-André  Inscrit MH (1987), qui subsiste de l'ancien lieu de culte du prieuré desservi par les moines de l'abbaye Saint-Pierre de Ferrières en Gâtinais[95].

#### Patrimoine naturel
Les carrières souterraines de calcaire de Mocpoix sont connues des spéléologues et sont un site d'hibernation qui héberge des populations importantes de plusieurs espèces de chiroptères protégées et menacées, telles que Grand Murin (Myotis myotis), Grand Rhinolophe (Rhinolophus ferrum-equinum), Vespertilion à oreilles échancrées (Myotis emarginatus), Vespertilion de Bechstein (Myotis bechsteini) dont l'habitat doit être protégé[réf. nécessaire].

### Patrimoine culturel
Le siège de l'Union internationale des guides et scouts d'Europe et son association française affiliée : l'association des guides et scouts d'Europe se trouvant dans la commune dans l'ancien relais de poste, le nom de la ville est devenu un nom générique pour parler du centre national de ces associations au lieu d'utiliser le terme de relais de poste[réf. nécessaire].

### Personnalités liées à la commune
- Saint Séverin :  au début du VIe siècle, sa renommée sur  ses vertus et ses guérisons surnaturelles était parvenue jusqu'à la cour du premier roi chrétien Clovis qu'il guérit en le revêtant de son propre manteau. Château-Landon devient un lieu de pèlerinage
- Foulque IV d'Anjou, dit le Réchin, ancêtre de la famille royale anglaise des Plantagenêts, né à Château-Landon en 1043.
- Louis Lequoy (1755-1835), général des armées de la République, y est décédé.
- Pierre-François Petit (1766-1832), homme politique né à Château-Landon, député du Cher de 1807 à 1811 puis de 1813 à 1815.
- Jean-Baptiste Martin Moreau (1791-1873), homme politique né à Château-Landon, député de la Seine de 1835 à 1851.
- Henri Vergé-Sarrat (1880-1966), artiste peintre, y résida.
- Arthur Chaussy (1880-1945), homme politique.
- Armand Rapeño (Armand Rapegno, 1886-1945), artiste, enterré dans cette ville.

### Héraldique, devise et logotype
| Blason de Château-Landon | Blason  | D’azur au château de deux tours crénelées de cinq pièces d’argent donjonné du même, coulissé, ajouré et maçonné de sable. |
| Blason de Château-Landon | Détails | |